# Список заслуженных деятелей искусств РСФСР
Список заслуженных деятелей искусств РСФСР
Ниже приведён список заслуженных деятелей искусств РСФСР по годам присвоения звания.

## Год присвоения звания не установлен
- Гедике, Александр Фёдорович (1877—1957), композитор, народный артист РСФСР (1946)
- Манизер, Матвей Генрихович (1891—1966), скульптор, народный художник СССР (1958)
- Нейгауз, Генрих Густавович (1888—1964), пианист, народный артист РСФСР (1956)
- Придорогин, Владимир Александрович (1906—1982), кинооператор неигрового кино

## 1923
- Болтянский Григорий Моисеевич (1885—1953), историк кино, киновед, профессор
- Дубасов, Николай Александрович (1869—1935), пианист

## 1926
- Грановский, Алексей Михайлович (1890—1937), режиссёр, основатель и руководитель Государственного еврейского театра
- Мясковский, Николай Яковлевич (1881—1950), композитор
- Петровский, Андрей Павлович (1869—1933), актёр, режиссёр
- Юон, Константин Фёдорович (1875—1958), живописец, народный художник СССР (1950)

## 1927
- Бенуа, Леонтий Николаевич (1856—1928), архитектор
- Блуменфельд, Феликс Михайлович (1863—1931), пианист, дирижёр, композитор
- Гнесин, Михаил Фабианович (1883—1957), композитор, музыкальный деятель
- Конюс, Георгий Эдуардович (1862—1933), музыкальный теоретик и композитор
- Оленин, Александр Алексеевич (1861—1944), композитор и пианист
- Цейтлин, Лев Моисеевич (1881—1952), скрипач

## 1928
- Грабарь, Игорь Эммануилович (1871—1960), художник-живописец, реставратор, искусствовед, просветитель, музейный деятель
- Кузнецов, Павел Варфоломеевич (1878—1968), живописец
- Машков, Илья Иванович (1881—1944), живописец

## 1929
- Кардовский, Дмитрий Николаевич (1866—1943), художник
- Ниман, Фёдор Августович (1860—1936), гобоист, дирижёр, композитор
- Хессин, Александр Борисович (1869—1955), дирижёр

## 1930
- Петров-Водкин, Кузьма Сергеевич (1878—1939), живописец

## 1931
- Андреев, Николай Андреевич (1873—1932), театральный художник, скульптор, график[1]
- Кауфман, Михаил Абрамович (1897—1980), режиссёр и оператор[2]
- Лужский, Василий Васильевич (1869—1931), актёр, режиссёр[3]
- Матвеев, Александр Терентьевич (1878—1960), ваятель, скульптор, искусствовед[4]
- Петрова-Званцева, Вера Николаевна (1875—1944), оперная певица (меццо-сопрано)[5]
- Татлин, Владимир Евграфович (1885—1953), художник-авангардист, дизайнер, сценограф[6]
- Эккерт, Фердинанд Фердинандович (1865—1941), валторнист, композитор, дирижёр

## 1932
- Браудо, Евгений Максимович (1882—1939), музыковед, литературовед, музыкальный и художественный критик, публицист, переводчик[7]
- Бродский, Исаак Израилевич (1883—1939), живописец и график, педагог и организатор художественного образования[8]
- Брянцев, Александр Александрович (1883—1961), актёр, театральный режиссёр, педагог. Основатель и первый руководитель (с 1922) одного из первых в СССР театров для детей. Народный артист СССР (1956)
- Витачек, Евгений Францевич (1880—1946), мастер смычковых инструментов[9]
- Дени, Виктор Николаевич (1893—1946), художник-график, карикатурист, один из основоположников советского политического плаката[10]
- Ефимов, Борис Ефимович (1900—2008), художник-график, мастер политической карикатуры[11]
- Жолтовский, Иван Владиславович (1867—1959), архитектор, художник, просветитель[12]
- Калиниченко, Яков Яковлевич (Бабак, 1869—1938), живописец, рисовальщик, портретист, пейзажист, педагог
- Мешков, Василий Никитич (1867/1868—1946), живописец и график, народный художник РСФСР (1943), доктор искусствоведческих наук, профессор Всероссийской академии художеств
- Моор, Дмитрий Стахиевич (1883—1946), художник, мастер графики, один из основоположников советского политического плаката[13]
- Симов, Виктор Андреевич (1858—1935), театральный художник[14]
- Ульянов, Николай Павлович (1875—1949), живописец и график[15]

## 1933
- Асафьев, Борис Владимирович (1884—1949), композитор
- Богаевский, Константин Фёдорович (1872—1943), художник-пейзажист[16]
- Вишневский, Александр Леонидович (1861—1943), актёр
- Голиков, Иван Иванович (1887—1937), художник, мастер палехской миниатюры
- Попов, Алексей Дмитриевич (1892—1961), актёр, театральный режиссёр, теоретик театра, педагог. Народный артист СССР (1948)
- Платон, Иван Степанович (1870—1935), режиссёр и драматург
- Сушкевич, Борис Михайлович (1887—1946), театральный режиссёр, актёр, педагог

## 1934
- Крейн, Александр Абрамович (1883—1951), композитор, музыкальный критик
- Лаврентьев, Андрей Николаевич (1882—1935), актёр и режиссёр
- Маркичев, Иван Васильевич (1883—1955), мастер палехской миниатюры, народный художник РСФСР (1943)
- Политковский, Владимир Михайлович (1892—1984), певец (баритон) и педагог
- Пульвер, Лев Михайлович (1883—1970), композитор и музыкант
- Розанов, Сергей Васильевич (1870—1937), кларнетист и педагог
- Рябцев, Владимир Александрович (1880—1945), артист балета, балетмейстер и педагог-хореограф[17]
- Софронов, Василий Яковлевич (1884—1960), актёр театра и кино
- Штейнберг, Максимилиан Осеевич (1883—1946), композитор
- Эрденко, Михаил Гаврилович (1885—1940), скрипач, композитор и педагог

## 1935
- Аркадин, Иван Иванович (1878—1942), актёр
- Баканов, Иван Михайлович (1870—1936), художник, мастер палехской миниатюры
- Билль-Белоцерковский, Владимир Наумович (1885—1970), писатель, драматург[18]
- Вакуров, Иван Петрович (1885—1968), художник, мастер палехской миниатюры, народный художник РСФСР (1956)
- Глазунов, Освальд Фёдорович (1891—1947), актёр
- Гнесина, Евгения Фабиановна (1870—1940), пианистка, педагог, музыкально-общественный деятель
- Гнесина, Елена Фабиановна (1874—1967), пианистка-педагог
- Головня, Анатолий Дмитриевич (1900—1982), кинооператор, теоретик кино, педагог
- Еней, Евгений Евгеньевич (1890—1971), художник кино
- Зархи, Натан Абрамович (1900—1935), драматург, киносценарист, теоретик кино
- Кауфман, Михаил Абрамович (1897—1980), оператор и режиссёр игрового и документального кино
- Козолупов, Семён Матвеевич (1884—1961), виолончелист, профессор МГК имени П. И. Чайковского, народный артист РСФСР (1946)[19]
- Котухин, Александр Васильевич (1885—1961), художник палехской миниатюры, народный художник РСФСР (1956).
- Кулешов, Лев Владимирович (1899—1970), актёр немого кино, кинорежиссёр, сценарист, теоретик кино
- Москвин, Андрей Николаевич (1901—1961), кинооператор
- Пиотровский, Адриан Иванович (1898—1937), переводчик, филолог, кинодраматург, литературовед, театральный критик, киновед, организатор кинопроизводства[2]
- Посельский, Яков Михайлович (1892—1951), кинорежиссёр, педагог[2]
- Преображенская, Ольга Ивановна (1884—1971), актриса, режиссёр, сценарист, кинодраматург[2]
- Протазанов, Яков Александрович (1881—1945), кинорежиссёр, сценарист, актёр[2]
- Рошаль, Григорий Львович (1899—1983), режиссёр театра и кино, сценарист, педагог
- Рылов, Аркадий Александрович (1870—1939), живописец
- Тарич, Юрий Викторович (1885—1967), кинорежиссёр, сценарист[2]
- Тиссэ, Эдуард Казимирович (1897—1961), кинооператор, режиссёр, профессор ВГИКа[2]
- Шенгелая, Николай Михайлович (1903—1943), кинорежиссёр и кинодраматург
- Эйзенштейн, Сергей Михайлович (1898—1948), режиссёр, теоретик искусства, педагог
- Юткевич, Сергей Иосифович (1904—1985), режиссёр театра и кино, художник, педагог, теоретик кино

## 1936
- Герасимов, Александр Михайлович (1881—1963), живописец. Первый президент Академии художеств СССР (1947—1957), народный художник СССР (1943)
- Дунаевский, Исаак Осипович (1900—1955) — композитор[20].
- Журавленко, Павел Максимович (1887—1948), артист оперы (бас), оперетты и кино, режиссёр
- Ивановский, Александр Викторович (1881—1968), кинорежиссёр и кинодраматург
- Рабинович, Исаак Моисеевич (1894—1961), театральный художник
- Ростовцев, Михаил Антонович (1872—1948), артист оперы (бас), оперетты, драмы, эстрады и кино
- Чернецкий, Семён Александрович (1881—1950), военный дирижёр, композитор

## 1937
- Айдаров, Сергей Васильевич (1867—1938), актёр и театральный режиссёр
- Бакшеев, Василий Николаевич (1862—1958), художник-живописец, действительный член АХ СССР (1947)
- Бялыницкий-Бируля, Витольд Каэтанович (1872—1957), живописец-пейзажист, народный художник БССР (1944) и РСФСР (1947), действительный член АХ СССР (1947)
- Васенин, Александр Викторович (1874—1944), актёр
- Волков, Леонид Андреевич (1893—1976), актер и режиссёр театра, народный артист РСФСР (1945).
- Герасимов, Сергей Васильевич (1885—1964), художник, живописец, график, мастер книжной иллюстрации, педагог, народный художник РСФСР (1943), народный художник СССР (1958), доктор искусствоведения (1956), член АХ СССР (1947)
- Гордон, Александр Бернгардович (1867—1942), трубач, военный дирижёр и педагог
- Домогацкий, Владимир Николаевич (1876—1939), скульптор, профессор Московского художественного института имени В. И. Сурикова
- Казаченко, Григорий Алексеевич (1858—1938), композитор
- Карабинин, Прохор Ефремович (? — ?), директор Омского цирка
- Мострас, Константин Георгиевич (1886—1965), скрипач и педагог
- Налбандян, Иоаннес Романович (1871—1942), скрипач и музыкальный педагог
- Павлов-Арбенин, Александр Васильевич (1871—1941), симфонический дирижёр, оперный певец (драм. тенор) и музыкальный деятель, пианист-аккомпаниатор
- Прозоровский Лев Михайлович (1880—1954), театральный режиссёр и актёр. Народный артист РСФСР (1949)
- Самокиш, Николай Семёнович (1860—1944), живописец и рисовальщик-баталист
- Ухов, Василий Герасимович (1880—1966), оперный певец (баритон), педагог
- Фейнберг, Самуил Евгеньевич (1890—1962), пианист, педагог, композитор
- Хенкин, Владимир Яковлевич (1883—1953), актёр театра, кино и эстрады
- Хохлов, Константин Павлович (1885—1956), актёр, театральный режиссёр, педагог, народный артист СССР (1944)
- Ямпольский, Абрам Ильич (1890—1956), скрипач-педагог

## 1938
- Бихтер, Михаил Алексеевич (1881‒1947), пианист, дирижёр и педагог
- Гремиславский, Иван Яковлевич (1886—1954), театральный художник[21]
- Израилевский, Борис Львович (1886—1969), музыкант, скрипач и дирижёр, заведующий музыкальной частью МХАТ в 1909—1953 годах[21]
- Калантарова, Ольга Калантаровна (1877—1952), пианистка, профессор Петербургской консерватории
- Кедров, Михаил Николаевич (1893—1972), театральный режиссёр, актёр и педагог[21]
- Оссовский, Александр Вячеславович (1871—1957), музыковед и музыкальный критик
- Подгорный, Николай Афанасьевич (1879—1947), актёр, педагог[21]
- Телешов, Николай Дмитриевич (1867—1957), писатель, поэт[21]
- Штример, Александр Яковлевич (1888—1961), виолончелист, педагог, профессор Ленинградской консерватории

## 1939
- Акимов, Николай Павлович (1901—1968), театральный режиссёр и педагог, театральный художник, портретист и книжный график[22]
- Вольф-Израэль, Евгений Владимирович (1872—1956), виолончелист, профессор Ленинградской консерватории
- Касторский, Владимир Иванович (1870—1948), артист оперы (бас), камерный певец, педагог
- Кузнецов, Евгений Михайлович (1900—1958), историк, теоретик, критик циркового и эстрадного искусства, театровед, цирковой драматург[23]
- Макарьев, Леонид Федорович (1892—1975), актёр, режиссёр, педагог, драматург
- Павловская, Валентина Константиновна (1884(по нек-рым источ. 1888)—1947) — артистка оперы (лирико-драматическое сопрано) и оперетты
- Похитонов, Даниил Ильич (1878—1957), дирижёр Кировского театра, профессор Ленинградской консерватории
- Стрельников, Николай Михайлович (1888—1939), композитор, музыкальный критик, дирижёр
- Чужой, Иван Платонович (наст. фамилия Кожич, 1889—1945), режиссёр театра

## 1940
- Балдано, Намжил Гармаевич (1907—1984), бурятский драматург[24]
- Барышев, Николай Андреевич (1907—1944), театральный художник, заслуженный деятель искусств Крымской АССР
- Брилль, Ефим Александрович (1896—1959), театральный режиссёр[25]
- Васильев, Александр Гордеевич (1878―1948), музыкант, фаготист[26]
- Васильев, Георгий Михайлович (1892—1949), театральный актёр и режиссёр[25]
- Васильев, Георгий Николаевич (1899—1946), кинорежиссёр и сценарист[27]
- Васильев, Сергей Дмитриевич (1900—1959), кинорежиссёр и сценарист[27]
- Вивьен, Леонид Сергеевич (1887—1966), театральный режиссёр, актёр и педагог[26]
- Гармаева, Норма Трофимовна[24]
- Гендунова, Найдан Дашинамхиловна (1913—1981)[24]
- Гиззатов, Тази Калимович (1895—1955), татарский драматург[28]
- Дубровский-Эшке, Борис Владимирович (1897—1963), художник кино[27]
- Ермолов, Пётр Васильевич (1887—1953), кинооператор[25]
- Жиганов, Назиб Гаязович (1911—1988), татарский композитор, педагог[28]
- Загаров, Александр Леонидович (1877—1941), актёр, режиссёр и театральный педагог[25]
- Ильин, Антроп Степанович (1909—1982)[24]
- Козловский, Сергей Васильевич (1885—1962), художник кино, режиссёр[25]
- Мачерет, Александр Вениаминович (1896—1979), кинорежиссёр, сценарист, киновед и педагог[27]
- Полякин, Мирон Борисович (1895—1941), скрипач и педагог[25]
- Пудовкин, Всеволод Илларионович (1893—1953), кинорежиссёр, актёр, сценарист, художник кино, педагог[27]
- Радлов, Сергей Эрнестович (1892—1958), театральный режиссёр, драматург, историк театра, педагог[26]
- Ромм, Михаил Ильич (1901—1971), режиссёр театра и кино, сценарист, публицист и педагог[27]
- Сампилов, Цыренжап Сампилович (1893—1953), художник-живописец, основоположник бурятского реалистического искусства[24]
- Спиридонов, Моисей Спиридонович (1890—1981), чувашский художник, педагог[28]
- Струнников, Николай Иванович (1871—1945), живописец-портретист, реставратор
- Таров, Николай Васильевич (1901—1966)[24]
- Хайкин, Борис Эммануилович (1904—1978), дирижёр и педагог[26]
- Чабукиани, Вахтанг Михайлович (1910—1992), грузинский артист балета, балетмейстер, педагог[26]
- Шпинель, Иосиф Аронович (1892—1980), художник, художник кино, педагог[27]
- Щепкина-Куперник, Татьяна Львовна (1874—1952), писательница, драматург, поэтесса и переводчица[25]
- Эрмлер, Фридрих Маркович (1898—1967), кинорежиссёр и сценарист[27]

## 1941
- Феона, Алексей Николаевич (1879—1949), артист оперетты, режиссёр[29]

## 1942
- Баратов, Леонид Васильевич (1895—1964), оперный режиссёр, педагог[30]
- Иогансон, Борис Владимирович (1893—1973), художник, график, педагог[31]
- Крылов, Порфирий Никитич (1902—1990), художник-живописец, график, карикатурист[32]
- Крымов, Николай Петрович (1884—1958), живописец и педагог[30]
- Куприянов, Михаил Васильевич (1903—1991), художник-живописец, график, карикатурист[32]
- Лишев, Всеволод Всеволодович (1877—1960), скульптор-монументалист, педагог[31]
- Меркуров, Сергей Дмитриевич (1881—1952), скульптор-монументалист[32]
- Мухина, Вера Игнатьевна (1889—1953), скульптор-монументалист, педагог[33]
- Нестеров, Михаил Васильевич (1862—1942), художник, живописец, участник Товарищества передвижных выставок и «Мира искусства»[34]
- Ойстрах, Давид Фёдорович (1908—1974), скрипач, альтист, дирижёр и педагог[35]
- Остроумова-Лебедева, Анна Петровна (1871—1955), художник, гравёр, акварелист[36]
- Пырьев, Иван Александрович (1901—1968), кинорежиссёр, сценарист и педагог[36]
- Соколов, Николай Александрович (1903—2000), художник-живописец, график, карикатурист[37]
- Софроницкий, Владимир Владимирович (1901—1961), пианист и педагог[35]
- Шебалин, Виссарион Яковлевич (1902—1963), композитор, музыкальный педагог[33]
- Шостакович, Дмитрий Дмитриевич (1906—1975), композитор, пианист, педагог[38]

## 1943
- Горчаков, Николай Михайлович (1898—1958), театральный режиссёр, театровед и педагог[39]
- Горюшкин-Сорокопудов, Иван Силыч (1873—1954), живописец, график и педагог[40]
- Ефремов, Иван Семёнович (1898—1959), актёр, театральный режиссёр[41]
- Иванов, Константин Константинович (1907―1984), дирижёр, композитор[42]
- Орлов, Александр Иванович (1873—1948), дирижёр[43]
- Фалеев, Михаил Григорьевич (1884—1956), театральный художник-гримёр[44]

## 1944
- Авилов, Михаил Иванович[45]
- Борисовский, Вадим Васильевич[46]
- Вильямс, Петр Владимирович[45]
- Герасимов, Сергей Апполинариевич[47]
- Горбачев, Борис Константинович[47]
- Дмитриев, Владимир Владимирович[45]
- Доливо, Анатолий Леонидович[46]
- Дорлиак, Ксения Николаевна[48]
- Косматов, Леонид Васильевич[47]
- Кувыкин, Иван Михайлович (1893—1950), хормейстер[49]
- Лариков, Александр Иосифович[45]
- Марков, Павел Александрович[48]
- Мешков, Василий Васильевич[45]
- Никулин, Андрей Осипович[47]
- Петренко, Елизавета Фёдоровна[46]
- Прокофьев, Сергей Сергеевич[48]
- Райский, Назарий Григорьевич (1876—1958), оперный певец (тенор), профессор Московской консерватории[46]
- Рудник, Лев Сергеевич[45]
- Ряжский, Георгий Георгиевич[45]
- Савченко, Игорь Андреевич (1906—1950), кинорежиссёр, сценарист, театральный актёр, педагог[47]
- Степанов-Колосов, Константин Федорович[48]
- Суворов, Николай Георгиевич (1889—1972), художник кино. Народный художник РСФСР (1969)[47]
- Фролов, Маркиан Петрович (1892—1944), композитор, пианист, педагог[50]
- Хачатурян, Арам Ильич[48]
- Цыганов, Дмитрий Михайлович[46]
- Шапорин, Юрий Александрович (1887—1966), композитор, дирижёр и музыкальный педагог. Народный артист СССР (1954)[48]
- Ширинский, Сергей Петрович[46]
- Ширинский, Василий Петрович[46]
- Элиасберг, Карл Ильич[49]

## 1945
- Александрова-Гнесина, Ольга Фабиановна[51]
- Алякринский, Петр Александрович[52]
- Бродаты, Лев Григорьевич[53]
- Владимирова, Мария Владимировна (1879—1965), вокальный педагог и камерная певица (сопрано)[54]
- Ганф, Юлий Абрамович[53]
- Гнесина-Витачек, Елизавета Фабиановна[51]
- Дейнека, Александр Александрович[55]
- Джури, Аделаида Антоновна[56]
- Елисеев, Константин Степанович[57]
- Каневский, Аминадав Моисеевич[52]
- Конашевич, Владимир Михайлович[52]
- Корин, Павел Дмитриевич[55]
- Лебедев, Владимир Васильевич[52]
- Лебедева, Сарра Дмитриевна[55]
- Лобанов, Андрей Михайлович[58]
- Манский, Давид Моисеевич[56]
- Медведев, Николай Александрович[54]
- Оборин, Лев Николаевич[58]
- Пахомов, Алексей Фёдорович[52]
- Пластов, Аркадий Александрович[55]
- Самборская, Лина Семёновна[59]
- Сатановский, Александр Оскарович[54]
- Табаков, Михаил Иннокентьевич[51]
- Форестье, Луи Петрович[60]
- Чарушин, Евгений Иванович (1901—1965), художник-график, писатель[52]
- Шмаринов, Дементий Алексеевич[55]

## 1946
- Александров, Анатолий Николаевич[61]
- Алексеева, Елизавета Георгиевна[62]
- Барщевский, Иван Фёдорович[63]
- Богатырёв, Семён Семёнович[64]
- Богородский, Фёдор Семёнович[65]
- Васильев, Пётр Васильевич[66]
- Васнецов, Юрий Алексеевич[67]
- Васьков, Александр Васильевич[68]
- Верейский, Георгий Семёнович[66]
- Владимиров, Иван Алексеевич[63]
- Гинзбург, Григорий Романович[64]
- Дехтерёв, Борис Александрович[67]
- Дмитревский, Георгий Александрович[69]
- Егоров, Александр Александрович[69]
- Ермолаев, Адриан Михайлович[67]
- Ерофеев, Александр Гаврилович[61]
- Иванов, Михаил Александрович[64]
- Кабалевский, Дмитрий Борисович[61]
- Касьянов, Александр Александрович[61]
- Котов, Пётр Иванович[66]
- Левицкий, Александр Андреевич[70]
- Лобанов, Виктор Михайлович[71]
- Моравов, Александр Викторович[66]
- Мосолова, Вера Ильинична[72]
- Мравинский, Евгений Александрович[69]
- Неменова-Лунц, Мария Соломоновна[64]
- Нечаев, Василий Васильевич[64]
- Орочко, Анна Алексеевна[62]
- Плотников, Николай Сергеевич[62]
- Рапопорт, Иосиф Матвеевич[62]
- Сперанский, Николай Иванович[64]
- Сперанский, Пётр Тихонович[63]
- Степанов, Иван Георгиевич (1887—1953), художник, график[61]
- Сухов, Дмитрий Петрович[63]
- Трамбицкий, Виктор Николаевич[69]
- Тютчев, Николай Иванович[71]
- Федотов, Иван Сергеевич[61]
- Ходес, Савелий Григорьевич[68]
- Цыбин, Владимир Николаевич (1877—1949), флейтист, дирижёр и композитор[64]
- Чепцов, Ефим Михайлович[71]
- Шервуд, Леонид Владимирович[63]
- Шифрин, Ниссон Абрамович[61]
- Шлеин, Николай Павлович[63]
- Энгелькрон, Всеволод Михайлович[73]

## 1947
- Васильев-Буглай, Дмитрий Степанович[74]
- Ватагин, Василий Алексеевич[75]
- Власов, Владимир Александрович[74]
- Волков, Борис Иванович[76]
- Блантер, Матвей Исаакович[74]
- Гаук, Александр Васильевич (1893—1963), дирижёр и композитор, народный артист РСФСР (1954)[74]
- Гибер, Григорий Владимирович[77]
- Гилельс, Эмиль Григорьевич[74]
- Горелов, Гавриил Никитич[76]
- Евсеев, Сергей Александрович[78]
- Жирков, Марк Николаевич[76]
- Замошкин, Александр Иванович[79]
- Зандин, Михаил Павлович[78]
- Корелина-Раич, Раиса Андреевна[74]
- Кнебель, Мария Иосифовна[74]
- Коваль, Мариан Викторович[76]
- Комаров, Алексей Никанорович[75]
- Лермонтов, Николай Юрьевич[80]
- Лопухов, Фёдор Васильевич[78]
- Мурадели, Вано Ильич[74]
- Новиков, Анатолий Григорьевич[74]
- Ованесова, Арша Амбарцумовна[81]
- Попов, Гавриил Николаевич[74]
- Пыжова, Ольга Ивановна[74]
- Розен-Санин, Михаил Николаевич[74]
- Романова-Уланова, Мария Фёдоровна[82]
- Рындин, Вадим Федорович[74]
- Сидоров, Алексей Алексеевич[79]
- Соснин, Николай Николаевич[82]
- Степанов, Владимир Павлович[78]
- Страдомская, Елена Ивановна[74]
- Томский, Николай Васильевич[76]
- Утесов, Леонид Осипович[74]
- Флиер, Яков Владимирович[74]
- Шейнин, Егошуа Павлович[83]
- Эрдели, Ксения Александровна[74]

## 1948
- Анисимов, Александр Иванович[84]
- Готтих, Николай Николаевич[85]
- Гудков, Иван Иванович[85]
- Егоров, Егор Егорович[86]
- Захаров, Ростислав Владимирович[87]
- Каверин, Фёдор Николаевич[88]
- Калинин, Сергей Иванович[85]
- Калужский, Евгений Васильевич[85]
- Каратанов, Дмитрий Иннокентьевич[89]
- Кардашев, Анатолий Николаевич[85]
- Мозалевский, Сергей Александрович[85]
- Новиков, Василий Константинович[85]
- Симонов, Василий Львович[90]
- Уместнов, Михаил Михайлович[86]
- Шверубович, Вадим Васильевич[85]
- Шестаков, Виктор Алексеевич[91]

## 1949
- Булгаков, Алексей Дмитриевич[92]
- Виноградов, Константин Петрович[93]
- Виноградов, Милий Александрович[94]
- Вирский, Павел Павлович[93]
- Дудин, Владимир Фёдорович[95]
- Леонов, Леонид Максимович[95]
- Меерсон, Лазарь Маркович[92]
- Морозов, Иван Николаевич[96]
- Мостославский, Самуил Ильич[95]
- Орлов, Валерий Николаевич[92]
- Погодин, Николай Фёдорович[95]
- Ромашов, Борис Сергеевич[95]
- Устинова, Татьяна Алексеевна[92]
- Фомичёв, Иван Александрович[96]
- Хватов, Василий Васильевич[97]
- Цыганков, Вениамин Иванович[95]
- Чистяков, Михаил Петрович[94]
- Юровецкий, Юрий Маркович[94]

## 1950
- Ахун, Садри Салахович[98]
- Белоголовый, Серафим Леонидович[99]
- Беляков, Иван Иванович[100]
- Брюсова, Надежда Яковлевна[101]
- Варламов, Леонид Васильевич[100]
- Васильев, Павел Петрович[102]
- Георгиевский, Георгий Адольфович[103]
- Горданов, Вячеслав Вячеславович[100]
- Долин, Борис Генрихович[100]
- Ермолов, Александр Дмитриевич[100]
- Козинцев, Григорий Михайлович[100]
- Кузьмин, Александр Александрович[104]
- Листов, Константин Яковлевич[103]
- Медовщиков, Николай Николаевич[102]
- Модоров, Федор Александрович[105]
- Никитин, Владимир Степанович[98]
- Ошурков, Михаил Фёдорович[100]
- Павлов, Валентин Ефимович[100]
- Пасхалов, Вячеслав Викторович[105]
- Простов, Евгений Александрович[98]
- Редлих, Вера Павловна[106]
- Роом, Абрам Матвеевич (1894—1976), кинорежиссёр, сценарист, актёр[100]
- Сычков, Федот Васильевич[107]
- Уткин, Алексей Александрович[100]
- Фроленко, Владимир Анисимович[100]

## 1951
- Аносов, Николай Павлович[108]
- Бабичев, Юрий Николаевич[109]
- Бахметьев, Иван Иванович[110]
- Гамрекели, Давид Александрович[111]
- Гаук, /Гердт/ Елизавета Павловна[111]
- Дулова, Вера Георгиевна[111]
- Заливухин, Семен Александрович[112]
- Кожич, Владимир Платонович[113]
- Краморев, Николай Николаевич[111]
- Кригер, Викторина Владимировна[111]
- Налбандян, Дмитрий Аркадьевич[110]
- Небольсин, Василий Васильевич[111]
- Орлов, Георгий Никифорович[114]
- Пергамент, Александр Викторович[115]
- Петровский, Михаил Александрович[111]
- Смольцов, Иван Васильевич[111]
- Тоидзе, Ираклий Моисеевич[110]
- Урусевский, Сергей Павлович[116]
- Финогенов, Константин Иванович[117]
- Шорин, Михаил Георгиевич[111]
- Шубин, Александр Васильевич[113]

## 1952
- Бондарев, Николай Автономович[118]
- Иванов, Валентин Алексеевич[119]
- Колесаев, Валентин Сергеевич[120]
- Лаппо, Серафим Иосифович[121]
- Орлов, Владимир Алексеевич[122]
- Ромас, Яков Дорофеевич[123]
- Шапошников, Илья Калустович[121]

## 1953
- Битюцкий, Вениамин Семенович[124]
- Боголепов, Борис Валентинович[125]
- Веризов-Шихман, Михаил Исаакович[126]
- Волков, Георгий Константинович[127]
- Кугушев, Георгий Иванович[128]
- Кузнецов, Владимир Александрович[129]
- Лебедев, Владимир Николаевич[125]
- Людмилин, Анатолий Алексеевич[130]
- Милютин, Георгий Сергеевич[131]
- Ситников, Николай Васильевич[128]
- Чехова, Мария Павловна[132]

## 1954
- Арсланов, Мухамед Нуриахметович[133]
- Бубнов, Александр Павлович[134]
- Бурмейстер, Владимир Павлович[135]
- Власов, Валентин Николаевич[136]
- Галицкий, Владимир Александрович[137]
- Гапоненко, Тарас Гурьевич[134]
- Голованов, Леонид Фёдорович[138]
- Гольдфельд, Владимир Александрович[139]
- Грикуров, Эдуард Петрович[140]
- Канделаки, Владимир Аркадьевич[135]
- Кибрик, Евгений Адольфович[134]
- Крайнев, Василий Васильевич[134]
- Краснопольский, Алексей Сергеевич[139]
- Кудрявцева, Елизавета Петровна[141]
- Локтев, Владимир Сергеевич[140]
- Локтин, Борис Владимирович[142]
- Майоров, Сергей Арсеньевич[135]
- Митяев-Калинкин, /Ворошилов/ Иван Петрович[143]
- Плотников, Александр Константинович (1903—1973), театральный режиссёр, актёр[144]
- Раевский, Иосиф Моисеевич[145]
- Рянгина, Серафима Васильевна[134]
- Сахаров, Евгений Маркович[146]
- Соковнин, Евгений Николаевич[147]
- Соколов, Владислав Геннадиевич[148]
- Тимчинский, Андрей Павлович[140]
- Туманов, Иосиф Михайлович[149]
- Тункель, Давид Вульфович[143]
- Цетнерович, Павел Владиславович[150]
- Шишигин, Фирс Ефимович[142]
- Шкаровский, Ниссон Адольфович[140]
- Шурпин, Фёдор Саввич[134]
- Юдин, Константин Константинович[135]

## 1955
- Бибиков, Виктор Сергеевич[151]
- Бобышов, Михаил Павлович[152]
- Бухбиндер, Михаил Александрович[153]
- Виссонов, Леонид Николаевич[154]
- Гаскаров, Файзи Адгамович[155]
- Дмоховский, Борис Михайлович[156]
- Ефимов, Иван Семёнович[157]
- Иванов, Виктор Семёнович[152]
- Имашева, Галия Шакировна[155]
- Исмагилов, Загир Гарипович[155]
- Канцель, Владимир Семёнович[158]
- Кноблок, Борис Георгиевич[159]
- Крестовский, Игорь Всеволодович[151]
- Кривоногов, Пётр Александрович[151]
- Курилко, Михаил Иванович[152]
- Любарский, Давид Семёнович[160]
- Массалитинов, Константин Ираклиевич[161]
- Надеждина, Надежда Сергеевна[162]
- Новиков, Андрей Порфирьевич[163]
- Паверман, Марк Израйлевич[164]
- Покровский, Борис Александрович[165]
- Пророков, Борис Иванович[157]
- Севастьянов, Иван Васильевич[166]
- Соколов, Илья Алексеевич[157]
- Титов, Иван Филиппович[157]
- Тихомиров, Роман Иринархович[167]
- Тузлуков, Борис Дмитриевич[159]
- Фенстер, Борис Александрович[156]
- Хмельницкий, Юлий Осипович[151]
- Шнейдеров, Владимир Адольфович[168]

## 1956
- Анисимов, Борис Иванович[169]
- Анисимова-Вульф, Ирина Сергеевна[170]
- Белый, Виктор Аронович[170]
- Бергольц, Савелий Соломонович[171]
- Босулаев, Анатолий Федотович[172]
- Будашкин, Николай Павлович[173]
- Буторин, Дмитрий Николаевич[174]
- Бучкин, Петр Дмитриевич[170]
- Ваховский, Михаил Михайлович[172]
- Венецианов, Георгий Семёнович[175]
- Вшивцев, Сергей Александрович[172]
- Володин, Александр Владимирович (1897—1966), кларнетист, солист оркестра Большого театра СССР (1926—1959), профессор Московской консерватории (1940)[176]
- Воронов, Борис Дмитриевич[173]
- Генслер, Владимир Иванович[173]
- Герасименко, Виктор Яковлевич[177]
- Гершт, Меер Абрамович[172]
- Гиацинтов-Булочников, Александр Михайлович (1896−1957), актёр, режиссёр[178].
- Гибалин, Борис Дмитриевич[176]
- Григорьев, Михаил Александрович[179]
- Дыдыкин, Николай Васильевич[180]
- Ефимов, Владимир Семёнович[178]
- Журавлев, Василий Васильевич[179]
- Зандерлинг, Курт Игнатьевич[173]
- Зиновьев, Николай Михайлович[174]
- Золотарев, Георгий Акимович[173]
- Зубкова, Тамара Ивановна[174]
- Иоффе, Юрий Самойлович[178]
- Калугина, Елена Владимировна[181]
- Каманин, Александр Михайлович[178]
- Кнушевицкий, Святослав Николаевич[173]
- Князева, Ольга Николаевна[182]
- Кокорекин, Алексей Алексеевич[183]
- Копалин, Илья Петрович[176]
- Костров, Александр Сергеевич[179]
- Котухина, Анна Александровна[174]
- Краснянский, Эммануил Борисович[184]
- Куприн, Александр Васильевич[179]
- Ладур, Михаил Филиппович[179]
- Людмилин, Владимир Алексеевич[182]
- Мазанов, Анатолий Михайлович[177]
- Мельников, Николай Захарович[176]
- Минакова, Евгения Фёдоровна[172]
- Музиль, Александр Александрович[172]
- Непринцев, Юрий Михайлович[180]
- Нерода, Георгий Васильевич[170]
- Николаев, Ярослав Сергеевич[180]
- Парилов, Николай Михайлович[174]
- Покаржевский, Петр Дмитриевич[180]
- Поличкин, Александр Петрович[170]
- Правдин, Николай Александрович[174]
- Серебряный, Иосиф Александрович[180]
- Соловьев-Седой, Василий Павлович[175]
- Титков, Иван Васильевич[185]
- Тризно, Борис Васильевич[186]
- Улановский, Михаил Семёнович[179]
- Уралов, Николай Иванович[176]
- Фаворский, Владимир Андреевич[179]
- Филиппов, Владимир Александрович[171]
- Фомичев, Дмитрий Николаевич[178]
- Христиансен, Лев Львович[182]
- Шафран, Борис Семёнович[173]
- Шильниковский, Евстафий Павлович[184]
- Шпильберг, Илья Абрамович[173]
- Борис Яковлев[179]

## 1957
- Александров, Серафим Николаевич (1907—1982), театральный художник, художник-живописец[187]
- Андриканис, Евгений Николаевич (1909—1993), кинорежиссёр, сценарист и кинооператор[188]
- Аникушин, Михаил Константинович (1917—1997), скульптор[189]
- Анисимова, Нина Александровна (1909—1979), артистка балета, балетмейстер[189]
- Арапов, Борис Александрович (1905—1992), композитор и педагог[189]
- Артамонов, Алексей Павлович (1906—1994), композитор[190]
- Астапов, Иван Степанович (1905—1982), художник-график, живописец[189]
- Ахеджаков, Меджид Салехович (1914−2012), актёр, режиссёр[191]
- Балабина, Фея Ивановна (наст. имя Феона, 1910—1982), солистка балета, балетмейстер и балетный педагог[189]
- Белов (Белоцерковский), Евгений Николаевич (1902—2000), театральный режиссёр[192]
- Белых, Серафим Пантелеймонович (1912—1988), театральный художник, художник-живописец[193]
- Бенкендорф, Сергей Александрович (1909—1989), театральный режиссёр и педагог[194]
- Браудо, Исай Александрович (1896—1970), органист, музыкальный педагог[195]
- Бритаева, Зарифа Елбыздыкоевна (1919—2001), театральный режиссёр, педагог[194]
- Варганов, Алексей Дмитриевич, директор Суздальского историко-художественного музея[190]
- Варпех, Михаил Станиславович, главный художник Центрального театра транспорта[190]
- Вечеслова, Татьяна Михайловна (1910—1991), артистка балета и балетный педагог[189]
- Глухарева, Ольга Николаевна, искусствовед, заведующая отделом искусств Дальнего Востока Государственного музея восточных культур[196]
- Гуревич, Григорий Израилевич (1905—1978), режиссёр, театральный деятель[189]
- Дальцев, Зиновий Григорьевич (1883—1963), актёр, театральный деятель[195]
- Дзержинский, Иван Иванович[197]
- Добрынин, Прокопий Иванович (1909—1966), советский скульптор[198]
- Дунаев, Александр Леонидович[199]
- Епишин, Георгий Дмитриевич (1919—1995), театральный художник, педагог, народный художник РСФСР (1979)[194]
- Животов, Алексей Семёнович[189]
- Загурский, Борис Иванович (1901—1968), музыковед[189]
- Иванов-Вано, Иван Петрович (наст. фамилия Иванов 1900—1987), режиссёр, художник и сценарист мультипликационного кино[190]
- Иванов-Радкевич, Николай Павлович[188]
- Ингал, Владимир Иосифович[189]
- Кармен, Роман Лазаревич, (наст. фамилия Корнман 1906—1978), режиссёр, оператор документального кино, публицист[190]
- Келлер, Иосиф Исаакович[188]
- Кибальников, Александр Павлович (1912—1987), скульптор[196]
- Кириллов, Михаил Николаевич (1908—1975), кинооператор[190]
- Кожин, Михаил Владимирович[200]
- Колотилова, Антонина Яковлевна[197]
- Константиновский, Александр Иосифович[189]
- Королев, Михаил Михайлович[189]
- Космин, Иван Владимирович (1875 или 1882—1973), художник[190]
- Кремлёв, Юлий Анатольевич[190]
- Курдов, Валентин Иванович[189]
- Лебединский, Борис Иванович[201]
- Левашов, Валентин Сергеевич[200]
- Леман, Альберт Семёнович[202]
- Литинский, Генрих Ильич[202]
- Лодий, Зоя Петровна[189]
- Ломоносов, Николай Семёнович[203]
- Лукашевский, Илья Авсеевич[189]
- Львова, Вера Константиновна[191]
- Милославов, Петр Михайлович[204]
- Михайлов, Авенир Васильевич (1914—1983), русский хоровой дирижёр[205]
- Могилевский, Давид Яковлевич[189]
- Налбандян, Рафик Ваграмович[206]
- Носов, Георгий Никифорович[189]
- Носов, Михаил Михайлович (1887—1960), художник, этнограф и краевед[198]
- Ожигова, Маргарита Петровна[194]
- Пархоменко, Алексей Иванович[188]
- Пащенко, Андрей Филиппович[189]
- Пащенко, Мстислав Сергеевич (1901—1958), режиссёр-мультипликатор и сценарист[190]
- Пименов, Георгий Иванович, художник[190]
- Пинчук, Вениамин Борисович[189]
- Платунов, Михаил Георгиевич[207]
- Покрасс, Дмитрий Яковлевич[199]
- Покровский, Александр Васильевич[195]
- Попов, Дмитрий Фёдорович[189]
- Попов, Евгений Григорьевич[195]
- Проворов, Фёдор Фёдорович (1905—1975), кинооператор[190]
- Пушков, Венедикт Венедиктович[189]
- Разумный, Александр Ефимович (1891—1972), кинорежиссёр[208]
- Рачёв, Евгений Михайлович[209]
- Равенских, Борис Иванович[197]
- Ромадин, Николай Михайлович (1903—1987), художник-живописец, педагог[190]
- Сарымсаков, Ширьяздан Мухамеджанович[202]
- Сахаров, Сергей Георгиевич, художник комбината «Продоформление»[210]
- Серебряков, Николай Евгеньевич[189]
- Смирнов Николай Александрович (1897—1963), театральный режиссёр[193]
- Стасевич, Абрам Львович, дирижёр Всероссийского гастрольно-концертного объединения[190]
- Талалай, Владимир Львович[188]
- Тимин, Александр Иванович (1910—1993), театральный художник, живописец, график и скульптор, народный художник РСФСР (1959)[208]
- Тихонов, Николай Иванович (1900—1965), режиссёр неигрового кино[208]
- Токарев, Владимир Николаевич[208]
- Туралысов, Георгий Михайлович (1903—1970), график, живописец, художник-сценограф, народный художник ЯАССР (1946)[198]
- Тюлин, Юрий Николаевич[195]
- Файзи, Ахмед Сафиевич[202]
- Файзи, Джаудат Харисович[202]
- Фаттахов, Лотфулла Абдульменович[202]
- Фёдоров, Леонид Александрович[211]
- Фельдт, Павел Эмильевич[189]
- Хавпачев, Хажбекир Хабалович[212]
- Хейфиц, Иосиф Ефимович (1905—1995), кинорежиссёр, сценарист, педагог[195]
- Хинкис, Эммануил Григорьевич[206]
- Хныгин, Лазарь Алексеевич, художник[208]
- Чежегов, Михаил Викторович[189]
- Чернышов, Михаил Степанович[204]
- Чечин, Александр Александрович[213]
- Чишко, Олесь Семенович[189]
- Чмырев, Анатолий Николаевич[195]
- Шагжин, Цыренжап Галзутович (1918—1994), бурятский драматург, актёр и режиссёр[208]
- Шейблер, Трувор Карлович[212]
- Широков, Виктор Георгиевич[194]
- Шуйский, Евгений Михайлович[194]
- Эдлин-Витальев, Виктор Львович (1906—1977), театральный режиссёр[208]
- Эйсымонт, Виктор Владиславович[195]
- Эрдман, Борис Робертович[195]
- Юрин, Евгений Васильевич[214]
- Якобсон, Леонид Вениаминович[189]
- Якупов, Харис Абдрахманович[202]
- Янсонс, Арвид Кришевич[205]

## 1958
- Алексеев, Леонид Андреевич[215]
- Алпатов, Михаил Владимирович[216]
- Аммосов, Терентий Васильевич[217]
- Архангельский, Николай Александрович[218]
- Беляевский, Александр Евграфович[219]
- Векшин, Георгий Ефимович[220]
- Верейский, Орест Георгиевич[219]
- Волчек, Борис Израилевич[221]
- Гаврилов, Игнатий Гаврилович[220]
- Гальперин, Самсон Семёнович[222]
- Гогин, Андрей Павлович[223]
- Григорьев, Иван Семёнович[219]
- Григорян, Грант Арамович[217]
- Громов, Виктор Алексеевич[224]
- Гусев, Сергей Евтеевич[225]
- Дзиган, Ефим Львович[221]
- Добротин, Александр Александрович[223]
- Домбровский, Николай Северьянович[226]
- Дударова, Вероника Борисовна[217]
- Емельянова, Нина Петровна[223]
- Емец, Пётр Павлович[227]
- Ефимов, Владимир Васильевич[228]
- Ефимова, (Шевалдышева) Софья Николаевна[226]
- Ипполитов, Александр Иванович[229]
- Калинин, Александр Александрович[221]
- Катульская, Елена Климентьевна[229]
- Кепинов, Григорий Иванович[230]
- Киселёв, Юрий Петрович[218]
- Коваленко, Евгений Кондратьевич[231]
- Кондрашев, Тихон Алексеевич[229]
- Корепанов, Герман Афанасьевич[220]
- Кошкин, Михаил Михайлович[232]
- Лактионов, Александр Иванович[221]
- Лаптев, Алексей Михайлович[230]
- Либеров, Алексей Николаевич[221]
- Лифанов, Борис Николаевич[217]
- Лихачёв, Михаил Иванович[228]
- Логвинова, Мария Никитична[221]
- Мальгинова-Гейзик, Неонилла Александровна[233]
- Мальцев, Петр Тарасович[217]
- Малютин, Марк Иванович[221]
- Мамонов, Николай Алексеевич[227]
- Машковцев, Николай Георгиевич[216]
- Михайлов, Александр Михайлович (1911—2001), художник, педагог, общественный деятель[229]
- Нисский, Георгий Григорьевич[230]
- Петров, Иван Васильевич[227]
- Радунский, Александр Иванович[234]
- Рапопорт, Владимир Абрамович[221]
- Руйга, Рудольф Крустинович[235]
- Рюмин, Леонид Михайлович[233]
- Ряузов, Борис Яковлевич[235]
- Садовой, Филипп Михайлович[221]
- Саркисов, (Саркисьянц) Оник Степанович[219]
- Сатуновский, Михаил Львович[236]
- Семёнов, Иван Максимович[230]
- Сивцев, (Суорун Омолон) Дмитрий Кононович[217]
- Скоков, Николай Николаевич[237]
- Скрипниченко, Антонина Григорьевна[226]
- Смолич, Дмитрий Николаевич[217]
- Суни, Вальтер Эмильевич[226]
- Терпсихоров, Николай Борисович[230]
- Тулупова, Валентина Яковлевна[221]
- Тюляев, Семён Иванович[238]
- Фокин, Анатолий Фёдорович[220]
- Цибин, Владимир Лукич[228]
- Чемодуров, Евгений Григорьевич[217]
- Чирьев-Сережин, Сергей Сергеевич[224]
- Шварц, Дмитрий Петрович[230]
- Шойхет, Исай Борисович[227]
- Эйдинов, Семён Григорьевич[224]

## 1959
- Аглинцев, Борис Львович[239]
- Алло, Александр Иванович[239]
- Андроников, Ираклий Луарсабович[240]
- Анци-Половский, Лазарь Яковлевич (1896—1968), кинорежиссёр, сценарист и актёр[241]
- Арсеньев, Михаил Сергеевич[242]
- Аферов, Семён Иванович[243]
- Баранов, Иван Андреевич[244]
- Батуев, Жигдит Абидуевич[242]
- Белянин, Николай Яковлевич[245]
- Блажевич, Селиверст Эдуардович[246]
- Богданов, Михаил Александрович[247]
- Боголепов, Дмитрий Александрович[241]
- Бондаренко, Федор Пименович[248]
- Виленский, Зиновий Моисеевич[249]
- Виппер, Борис Робертович[250]
- Вяткин, Сергей Иванович[246]
- Грицай, Алексей Михайлович[249]
- Гумилевская, Маргарита Николаевна[251]
- Дубасов, Иван Иванович[243]
- Дунаевский, Семён Осипович[239]
- Иванов, Георгий Игнатьевич[252]
- Ивановский, Николай Павлович[253]
- Исанбет, Наки Сиразиевич[254]
- Калатозов, Михаил Константинович[255]
- Кардашев, Алексей Николаевич[245]
- Карпова, Евгения Владимировна[246]
- Карташова, Наталия Николаевна[239]
- Климов, Аркадий Александрович[241]
- Кононов, Василий Иванович (1905—1983), хореограф и балетмейстер[248]
- Лавров, Сергей Сергеевич[256]
- Лангинен, Лео Фомич[248]
- Лебедев, Николай Иванович[253]
- Литвинов, Александр Аркадьевич[257]
- Матрунин, Борис Александрович[258]
- Михайлов, Александр Семёнович[258]
- Муромцев, Юрий Владимирович[259]
- Мясников, Геннадий Алексеевич[247]
- Набатов, Илья Семёнович[260]
- Невежин, Федор Иванович[249]
- Николаи, Владимир Николаевич[241]
- Никольский, Николай Васильевич[246]
- Окунчиков, Абрам Зиновьевич[261]
- Орлов, Сергей Михайлович[262]
- Осенев, Николай Иванович[245]
- Паверман, Арнольд Израилевич[250]
- Павлов, Георгий Ефимович[242]
- Плотникова, Галина Николаевна[246]
- Поликарпов, Николай Петрович[246]
- Поличинецкий, Юрий Егорович[239]
- Пузанов-Молёв, Василий Дмитриевич[263]
- Распопина, Анастасия Ивановна[239]
- Рыбнов, Александр Васильевич[264]
- Сандлер, Гиля Моисеевич[265]
- Сахаров, Сергей Иванович[265]
- Сигаев, Александр Иванович[241]
- Смирнов, Игорь Валентинович[248]
- Смыслов, Иван Михайлович[239]
- Соловьев, Георгий Яковлевич[239]
- Стрепихеев, Иван Викторович[265]
- Тадэ, Михаил Михайлович[239]
- Тихонович-Цеханский, Андрей Андреевич[265]
- Туорила, Суло Александрович[248]
- Чайков, Иосиф Моисеевич[241]
- Чигорин, Николай Андреевич[241]
- Шеленков, Александр Владимирович[247]
- Шелковников, Андрей Андреевич[248]
- Шемякин, Николай Николаевич[239]
- Эльперин, Исаак Львович[246]
- Юнтунен, Суло Хейккиевич[248]
- Ямпилов, Баудоржа Базарович[242]
- Яшин, Давид Исакович[241]

## 1960
- Авксентьев, Григорий Евгеньевич[266]
- Александров, Владимир Александрович[267]
- Алиханов, Расул[268]
- Бабанкин, Анатолий Федорович[269]
- Бондаренко, Павел Иванович[270]
- Бруни, Татьяна Георгиевна[271]
- Воинов, Леонид Иванович[272]
- Гасанов, Готфрид Алиевич[268]
- Годенко, Михаил Семенович[272]
- Гончарова, Зинаида Петровна[266]
- Гришин, Октябрь Васильевич[273]
- Дагиров, Наби Садыкович[268]
- Далгат, Джемал-Эддин Энверович[268]
- Джемал, Муэддин-Араби Абдул-Меджидович[268]
- Израилов, Танхо Селимович (1917—1981), танцовщик, балетмейстер[268]
- Искандаров, Алексей Искандарович[266]
- Кажлаев, Мурад Магомедович[268]
- Кенель, Александр Александрович[274]
- Кирюков, Леонтий Петрович[272]
- Клементьева, Мария Львовна[272]
- Коротаев, Александр Григорьевич[275]
- Котляр, Николай Алексеевич[273]
- Лукин, Филипп Миронович[276]
- Люком, Елена Михайловна[271]
- Малахиева, Валентина Васильевна[271]
- Мамонтов, Владимир Ильич[268]
- Маркова, Елена Гавриловна[277]
- Монастырский, Петр Львович[278]
- Новиков, Александр Григорьевич[276]
- Пахомов, Николай Павлович[273]
- Плиев, Христофор Сосланович[277]
- Плотниченко, Григорий Максимович[273]
- Резников, Борис Аронович[266]
- Ромашев, Василий Иванович[279]
- Рустамов, Гамид Алиевич (1911—1995), кумыкский режиссёр, драматург и актёр, народный артист РСФСР (1966)[268]
- Сеткина-Нестерова, Ирина Фроловна (1900—1990), режиссёр документального кино, народная артистка РСФСР (1969)[280]
- Силич, Любовь Николаевна[272]
- Солодовников, Борис Александрович[266]
- Солуянов, Павел Александрович[281]
- Струнин, Александр Петрович[282]
- Сукова, Татьяна Викторовна[271]
- Тюлькин, Александр Эрастович[266]
- Устинов, Александр Васильевич[283]
- Фазлуллин, Хасби Валиуллович (Валеевич)[273]
- Факторович, Натан Григорьевич[266]
- Фёдоров-Давыдов, Алексей Александрович[266]
- Хазанов, Александр Борисович[277]
- Чхартишвили, Арчил Евстафьевич[268]
- Шаховская-Ржепишевская, Галина Александровна[271]
- Шморгонер, Александр Давидович[284]

## 1961
- Амитов, Моисей Семёнович[285]
- Генин, Юрий Генрихович[286]
- Глидер, Михаил Моисеевич[287]
- Гончаров, Андрей Александрович[288]
- Давыдов, Вадим Иванович[289]
- Королева, Наталья Михайловна[290]
- Овсянников, Леонид Фёдорович[291]
- Пантюков, Георгий Николаевич[290]
- Пасынков, Эмиль Евгеньевич[292]
- Пекарский, Дмитрий Давыдович[286]
- Полонский, Лев Лазаревич[293]
- Роу, Александр Артурович[287]
- Широков, Александр Семёнович (род. 1927), композитор, дирижёр[290]
- Штейн, Сергей Львович[294]
- Эркенов, Леонид Хаджимуразович[285]

## 1962
- Гронский, Борис Григорьевич[295]
- Губер, Андрей Александрович[296]
- Гуляев, Иван Матвеевич[297] (1911—1978), дирижёр
- Данилова, Наталия Владимировна[298]
- Друскин, Михаил Семёнович[299]
- Дубова-Сергеева, Ундина Михайловна[295]
- Илюхин, Александр Сергеевич[295]
- Каширин, Михаил Иванович[300]
- Константиновский, Владимир Семёнович[301]
- Коротков, Иван Андреевич[296]
- Малицкая, Ксения Михайловна[296]
- Минский, Марк Львович[302]
- Назаров, Николай Михайлович[303]
- Павлов, Всеволод Владимирович[296]
- Паллей, Павел Иванович[304]
- Померанцев, Николай Николаевич[305]
- Салманов, Вадим Николаевич[299]
- Саханов, Александр Иванович[297]
- Тихонов, (Потемкин) Кирилл Клементьевич[302]
- Тупицын, Александр Фёдорович[306]
- Чугунов, Александр Петрович[307]
- Чухрай, Григорий Наумович[308]
- Шапс, Александр Леонтьевич[305]
- Юрлов, Александр Александрович[295]

## 1963
- Баласанян, Сергей Артемьевич (1902—1982), композитор, педагог, музыкальный и общественный деятель[309].
- Барской-Арнольд, Арнольд Григорьевич[310]
- Белов, Кондратий Петрович[311]
- Власов, Александр Кондратьевич[312]
- Голубев, Евгений Кириллович[313]
- Гуржибеков, Георгий Николаевич[311]
- Долгоруков, Николай Андреевич
- Евстигнеев, Иван Васильевич[314]
- Епифанов, Геннадий Дмитриевич[315]
- Ильвовский, Александр Миронович[310]
- Казанцев, Анатолий Алексеевич[315]
- Кербель, Лев Ефимович[315]
- Конников, Александр Павлович[316]
- Коржев, Гелий Михайлович[315]
- Кручинин, Валентин Яковлевич[309]
- Кугач, Юрий Петрович[315]
- Маймескул, Владимир Васильевич[317]
- Местечкин, Марк Соломонович[310]
- Моисеенко, Евсей Евсеевич[315]
- Молчанов, Кирилл Владимирович[318]
- Мыльников, Андрей Андреевич[315]
- Нечитайло, Василий Кириллович[315]
- Никитина, Тамара Петровна[316]
- Павловский, Борис Васильевич[315]
- Подляский, Юрий Станиславович[315]
- Поздняков, Александр Борисович[309]
- Пономарев, Николай Афанасьевич[315]
- Попов, Серафим Владимирович[314]
- Радугин, Борис Константинович[319]
- Рождественский, Константин Иванович[315]
- Росса-Расина, Лея Романовна[320]
- Свешников, Дмитрий Константинович[315]
- Симонов, Игорь Иванович[315]
- Спадавекки, Антонио Эммунуилович[318]
- Фере, Владимир Георгиевич[313]
- Чулаки, Михаил Иванович (1908—1989), композитор, педагог и музыкальный деятель[318]

## 1964
- Абрамов, Марк Александрович[321]
- Атаманов, Лев Константинович[322]
- Барановский, Петр Дмитриевич[323]
- Басов, Владимир Павлович (1923—1987), кинорежиссёр, сценарист, киноактёр[324]
- Беляев, Василий Николаевич[325]
- Григорьев, Михаил Степанович[326]
- Доброклонский, Михаил Васильевич[327]
- Долгоруков, Николай Андреевич[328]
- Егоров, Юрий Павлович[329]
- Иванов, Георгий (Юрий) Дмитриевич[330]
- Кузьмин, Владимир Валентинович[331]
- Кулиджанов, Лев Александрович[322]
- Лебедев, Константин Михайлович[332]
- Левинсон-Лессинг, Владимир Францевич[327]
- Матье, Милица Эдвиновна[327]
- Монахов, Владимир Васильевич (1922—1983), оператор и кинорежиссёр[329]
- Пейко, Николай Иванович[332]
- Пиотровский, Борис Борисович[327]
- Реентович, Юлий Маркович[333]
- Ростоцкий, Станислав Иосифович (1922—2001), кинорежиссёр, сценарист, актёр[322]
- Серый, Николай Павлович[334]
- Соловцов, Валерий Михайлович[332]
- Столпер, Александр Борисович (1907—1979), кинорежиссёр, сценарист, педагог[324]
- Туликов, Серафим Сергеевич[335]
- Учитель, Ефим Юльевич[322]
- Цехановский, Михаил Михайлович[322]
- Чыргал-Оол, Алексей Боктаевич[336]
- Юровский, Юрий Вадимович[337]

## 1965
- Алов, Александр Александрович (1923—1983), режиссёр, кинодраматург, педагог[338]
- Амальрик, Леонид Алексеевич (1905—1997), режиссёр мультипликационных фильмов, художник[338]
- Андриевский, Александр Николаевич (1899—1983), сценарист, режиссёр, педагог, один из создателей стереокино в СССР[338]
- Арнштам, Лео Оскарович[339]
- Будилов, Рафаил Нахимович[340]
- Васильев, Всеволод Дмитриевич[341]
- Венгеров, Владимир Яковлевич (1920—1997), режиссёр и сценарист игрового кино[338]
- Гамбург, Григорий Семёнович[341]
- Гелейн, Игорь Владимирович (1905—1985), кинооператор[338]
- Григорьев, Роман Григорьевич (1911—1972), режиссёр документального кино, кинодраматург[338]
- Гусев, Павел Иванович[342]
- Гусман, Израиль Борисович[343]
- Данелия, Георгий Николаевич (1930—2019), кинорежиссёр, сценарист, актёр[338]
- Егиазаров, Гавриил Георгиевич (1916—1988), оператор, кинорежиссёр, сценарист[338]
- Ерёмин, Сергей Николаевич (1903—1975), трубач, педагог-методист Московской консерватории, профессор[344]
- Ершов, Михаил Иванович[338]
- Когтев, Константин Александрович (1903—1991), режиссёр документального кино[338]
- Лебедев, Андрей Константинович[340]
- Лебедев, Поликарп Иванович[345]
- Лебешев, Тимофей Павлович (1905—1981), кинооператор[338]
- Левитин, Юрий Абрамович (1912—1993), композитор[346]
- Левицкий, Николай Алексеевич (1911—1982), режиссёр и сценарист документального кино[338]
- Лугов, Евгений Михайлович (1922—1982), композитор и дирижёр[347]
- Лукинский, Иван Владимирович (1906—1986), режиссёр документального и игрового кино[348]
- Макасеев, Борис Константинович (1907—1989), режиссёр и оператор документального кино, педагог[338]
- Максимов, Константин Мефодьевич[349]
- Медведкин, Александр Иванович (1900—1989), кинорежиссёр, сценарист, кинодраматург[338]
- Михайлов, Лев Дмитриевич[350]
- Мордовин, Валентин Кириллович[340]
- Назаров, Анатолий Михайлович (1906—1987), кинооператор[338]
- Наумов, Владимир Наумович (1927—2021), кинорежиссёр, сценарист, актёр, продюсер, педагог[338]
- Небылицкий, Борис Рудольфович (1909—1972), оператор и режиссёр документального кино[338]
- Николаев, Владимир Васильевич[351]
- Озеров, Юрий Николаевич (1921—2001), кинорежиссёр, сценарист, педагог[338]
- Ордынский, Василий Сергеевич (1923—1985), кинорежиссёр, сценарист[338]
- Островский, Аркадий Ильич (1914—1967), композитор-песенник[352]
- Островский, Ефим Викторович[353]
- Пилихина, Маргарита Михайловна (1926—1975), кинооператор, педагог[338]
- Плавинский, Евгений Анатольевич[354]
- Платонов, Николай Иванович[355]
- Ройтман, Арнольд Савельевич[341]
- Рязанов, Эльдар Александрович (1927—2015), кинорежиссёр, актёр, сценарист, поэт[338]
- Садовская-Дурова, Анна Владимировна (1900—1978), артистка цирка, дрессировщица морских львов[345]
- Самсонов, Самсон Иосифович (1921—2002), кинорежиссёр, сценарист, кинодраматург, актёр[338]
- Сегель, Яков Александрович (1923—1995), кинорежиссёр, кинодраматург, актёр, сценарист, прозаик[338]
- Сокольников, Михаил Порфирьевич[340]
- Стожаров, Владимир Фёдорович (1926—1973), живописец и художник[340]
- Сутеев, Владимир Григорьевич (1903—1993), художник, сценарист и режиссёр[338]
- Таланкин, Игорь Васильевич (1927—2010), кинорежиссёр, сценарист, педагог[338]
- Терентьев, Борис Михайлович[356]
- Трояновский, Марк Антонович (1907—1967), кинорежиссёр, оператор, сценарист[338]
- Тулин, Юрий Нилович (1921—1983), живописец, график, мастер исторической картины[340]
- Файдыш, Андрей Петрович[349]
- Хуциев, Марлен Мартынович (1925—2019), кинорежиссёр, сценарист, актёр, педагог[338]
- Цигаль, Владимир Ефимович[340]
- Цыплаков, Виктор Григорьевич[340]
- Чернядев, (Халфин) Константин Саулович[357]
- Чигинский, Андрей Александрович (1904—1978), режиссёр, сценарист, кинодраматург[338]
- Шапиро, Евгений Вениаминович[338]
- Швейцер, Михаил Абрамович (1920—2000), кинорежиссёр и сценарист[338]

## 1966
- Басин, Натан Израилевич[358]
- Бондаренко, Петр Абрамович[359]
- Вайман, Михаил Израилевич[360]
- Владимиров, Игорь Петрович[361]
- Волошин, Александр Маркиянович[362]
- Гинзбург, Лео Морицевич[363]
- Голланд, Абрам Исаевич[363]
- Гусев, Петр Андреевич[364]
- Джапаридзе, Павел Васильевич[365]
- Иванов, Владимир Николаевич[366]
- Келдыш, Георгий Всеволодович[359]
- Киржнер, Яков Маркович[364]
- Козолупова, Галина Семёновна[359]
- Комиссаржевский, Виктор Григорьевич (1912—1981)[367]
- Кошеверова, Надежда Николаевна (1902—1989), кинорежиссёр[365]
- Кувшинников, Николай Николаевич[359]
- Кузнецов, Борис Евгеньевич[360]
- Кузьмин, Николай Васильевич[363]
- Лачинов, Арам Николаевич[365]
- Лиозин, Игорь Михайлович[358]
- Мазель, Лев Абрамович[359]
- Николаев, Александр Александрович[363]
- Орвид, Георгий Антонович[363]
- Плешаков, Иван Иванович[360]
- Поспехин, Лев Александрович[368]
- Протопопов, Владимир Васильевич[359]
- Раков, Николай Петрович[359]
- Ройзман, Леонид Исаакович[359]
- Руднева, Анна Васильевна[359]
- Сарахатунов, Борис Константинович (1924—2018)[369]
- Скребков, Сергей Сергеевич[359]
- Солодуев, Николай Никанорович[359]
- Суренский, Дмитрий Васильевич[362]
- Тамарин-Хмыров, Борис Петрович (1894—1978), актёр театра и кино, кинорежиссёр, сценарист[370]
- Усов, Антон Иванович[359]
- Цуккерман, Виктор Абрамович[359]
- Янкелевич, Арсений Александрович[359]
- Янкелевич, Юрий Исаевич[360]
- Ярустовский, Борис Михайлович[359]

## 1967
- Балтачеева, Наима Валеевна[371]
- Быков, Захар Николаевич[372]
- Вайнштейн, Эмиль Абрамович[373]
- Виноградов, Николай Дмитриевич[374]
- Георгиан, Армен Яковлевич (1904—1993), виолончелист, педагог[375]
- Голубовский, Борис Гаврилович[376]
- Горощенко, Глеб Тимофеевич[372]
- Домбаев, Григорий Савельевич (16 (29) июня 1905 — 6 октября 1986), профессор, ректор Горьковской консерватории[377]
- Елисеев, Юрий Николаевич[378]
- Ефремов, Олег Николаевич (1927—2000), театральный режиссёр, актёр, педагог и театральный деятель[379]
- Зайцев, Александр Дмитриевич[380]
- Книппер, Лев Константинович[381]
- Колошин, Анатолий Александрович[382]
- Кристи, Леонид Михайлович[383]
- Левина, Зара Александровна[384]
- Маслов, Фёдор Иванович[385]
- Михайловский, Иосиф Александрович[386]
- Михалков, Сергей Владимирович (1913—2009), писатель, поэт, баснописец, драматург, военный корреспондент, автор текстов гимнов Советского Союза и Российской Федерации[382]
- Самохвалов, Александр Николаевич[387]
- Трауберг, Леонид Захарович (1902—1990), кинорежиссёр, сценарист, кинодраматург, педагог[383]
- Цициновский, Ян Станиславович[388]
- Чаплыгин, Николай Петрович[384]
- Шатров, Игорь Владимирович (1918—1991), оператор, кинорежиссёр, сценарист[382]
- Шелков, Валентин Иванович[389]
- Юнович, Софья Марковна[390]

## 1968
- Авербах, Моисей Зискиндович[391]
- Айзенберг, Григорий Давыдович (1908—1993), оператор комбинированных съёмок, оператор-постановщик[392]
- Баженов, Александр Владимирович[393]
- Бехтеев, Владимир Георгиевич (1878—1971), живописец, график, сценограф
- Богданов-Березовский, Валериан Михайлович (1903—1971), композитор, музыковед, балетовед, критик, педагог[394]
- Богословский, Никита Владимирович (1913—2004), композитор, дирижёр, пианист, литератор[395]
- Бродский, Иосиф Нафтольевич[396]
- Брумберг, Валентина Семёновна (1899—1975), режиссёр и художник мультипликационного кино[397]
- Брумберг, Зинаида Семёновна (1900—1983), режиссёр и художник мультипликационного кино, кинодраматург[397]
- Бруссе, Георгий Артурович[398]
- Васильев, Николай Дмитриевич[399]
- Васильев, Фёдор Семёнович[400]
- Веймарн, Борис Владимирович (1909—1990), историк искусства, художественный критик, востоковед, действительный член АХ СССР (1973)[401]
- Вишняков, Борис Владимирович[402]
- Вязников, Александр Гаврилович[396]
- Гальперин, Александр Владимирович (1907—1995), кинооператор, педагог, кандидат искусствоведения (1940)[398]
- Готлиб, Михаил Давидович (1907—1978), композитор, пианист и музыкальный педагог[403]
- Гранатман, Владимир Владимирович[404]
- Гулин, Вячеслав Иванович[405]
- Жарковский, Евгений Эммануилович[406]
- Загонек, Вячеслав Францевич (1919—1994), живописец и художник, мастер пейзажа. Заслуженный художник РСФСР (1963), народный художник СССР (1985), член АХ СССР[407]
- Зенякин Аркадий Михайлович (1915—1990), кинооператор и режиссёр, сценарист[408]
- Иванов-Чуронов, Михаил Федорович[409]
- Каплуновский, Владимир Павлович (1906—1969), кинорежиссёр и художник-постановщик, лауреат двух Сталинских премий (1947, 1950)[397]
- Карасик, Давид Исаакович[397]
- Кац, Сигизмунд Абрамович[406]
- Кеменов, Владимир Семёнович (1908—1988), историк искусства и государственный деятель, доктор искусствоведения (1958), действительный член АХ СССР (1954)[410]
- Киселёв, Алексей Васильевич[411]
- Киселёв, Василий Николаевич (1919—1992), оператор документального кино, фотокорреспондент[400]
- Киселёв, Фёдор Иванович (1905—1972), режиссёр и сценарист документального кино, педагог[397]
- Колпинский, Юрий Дмитриевич[412]
- Кольцатый, Аркадий Николаевич (1905—2002), кинорежиссёр и оператор[400]
- Лео, Борис Михайлович[393]
- Марков, Борис Семёнович[413]
- Монахов, Владимир Багратович[414]
- Певзнер, Борис Ильич[407]
- Полуянов, Сергей Сергеевич (1924—1983), кинооператор и фотокорреспондент[404]
- Потапов, Иннокентий Афанасьевич[415]
- Прицкер, Давид Абрамович (1900—1978), композитор[400]
- Пушкин, Александр Иванович (1907—1970), артист балета и балетный педагог[416]
- Рафаилова, Лидия Иосифовна[417]
- Резинин, Анатолий Андреевич[403]
- Русанов, Павел Васильевич (1909—1994), оператор, режиссёр и сценарист документального кино[400]
- Рымаренко, Леонид Иванович[397]
- Савельева, Эра Михайловна(1913—1985), кинооператор, режиссёр, художник документального кино[398]
- Санакоев, Сергей Павлович (1920—2002), скульптор, заслуженный деятель искусств Северо-Осетинской АССР, заслуженный художник РСФСР (1960), народный художник РСФСР (1991)[418]
- Сегал, Михаил Давыдович[419]
- Семёнов, Борис Александрович (1917—1991), художник-живописец, график[410]
- Соколова, Наталия Ивановна[420]
- Сысоев, Пётр Матвеевич[421]
- Ткаченко, Тамара Степановна[400]
- Форманчук, Петр Ананьевич[422]
- Фрэз, Илья Абрамович (1909—1994), кинорежиссёр, сценарист[423]
- Фридман, Виталия Самуиловна[424]
- Хачатурян, Эмин Левонович[399]
- Хирбю, Григорий Яковлевич (1911—1983), чувашский композитор, член правления Союза композиторов Чувашии[425]
- Хитрук, Фёдор Савельевич (1917—2012), мультипликатор, режиссёр, сценарист, педагог, переводчик[399]
- Ходяшев, Виктор Александрович[426]
- Шихматов, Леонид Моисеевич[427]
- Юсов, Вадим Иванович (1929—2013), кинооператор и педагог[398],
- Ягудин, Юлий Григорьевич[424]
- Яковлев, Владимир Тимофеевич (1905—1978), кинооператор и педагог[428]
- Янсон-Манизер, Елена Александровна[401]

## 1969
- Агамирзян, Рубен Сергеевич (1922—1991), актёр, театральный режиссёр, педагог[429]
- Альтшулер, Борис Абрамович (1904—1994), режиссёр, сценарист научно-популярного кино, Кандидат искусствоведческих наук (1955)[430]
- Антонов, Леонид Александрович (1909—1985), режиссёр научно-популярного кино[431]
- Арцеулов, Олег Константинович (1927—2001), оператор и режиссёр документального кино[430]
- Бессарабов, Игорь Викторович (1919—1993), оператор и режиссёр документального кино[430]
- Вайсфельд, Илья Вениаминович (1909—2003), теоретик кино, киновед, киносценарист, доктор искусствоведения (1966)[430]
- Васина-Гроссман, Вера Андреевна (1908—1990), музыковед
- Габрилович, Евгений Иосифович (1899—1993), писатель, кинодраматург, сценарист, теоретик кино[430]
- Гайдай, Леонид Иович (1923—1993), кинорежиссёр, сценарист, актёр[430]
- Гарибян, Граир Акопович (1904—1978), кинооператор
- Гинзбург, Валерий Аркадьевич (1925—1998), кинооператор
- Гинцбург, Александр Ильич (1907—1972), оператор и режиссёр
- Гончаров, Андрей Дмитриевич (1903—1979), художник-график[432]
- Грошев, Александр Николаевич (1905—1973), киновед
- Дегтярёв, Владимир Дмитриевич (1916—1974), режиссёр-мультипликатор, художник-постановщик
- Дёжкин, Борис Петрович (1914—1992), режиссёр-мультипликатор, художник, сценарист
- Дудко, Аполлинарий Иванович (1909—1971), кинооператор, режиссёр, сценарист
- Ешурин, Владимир Семёнович (1909—1985), оператор и режиссёр документального кино
- Ждан, Виталий Николаевич (1913—1993), киновед
- Зименко, Владислав Мстиславович (1919—1994), искусствовед
- Кандинский, Алексей Иванович (1918—2000), музыковед[432]
- Каплер, Алексей Яковлевич (1903—1979), кинодраматург
- Карев, Александр Михайлович (1899—1975), актёр, режиссёр, педагог
- Кацман, Клара Абрамовна (1916—2006), композитор[433]
- Киселёв, Сергей Иванович (1912—1994), кинооператор и режиссёр
- Клигман, Мария Марковна (1908—1994), режиссёр неигрового кино
- Кликс, Рудольф Ригольдович (1910—1997), художник-архитектор[434]
- Ключарёв, Александр Сергеевичч (1906—1972), композитор, дирижёр и пианист
- Лебедев, Николай Алексеевич (1897—1978), киновед[435]
- Лобова, Тамара Григорьевна (1911—2007), кинооператор
- Мазрухо, Леон Борисович (1908—1979), кинооператор и режиссёр
- Мандель, Семён Соломонович (1907—1974), художник театра и кино[436]
- Мартов, Жозеф Климентьевич (1900—1972), кинооператор и сценарист[430]
- Махнач, Леонид Владимирович (1933—2014), режиссёр документального кино, сценарист[430]
- Мешко, Нина Константиновна (1917—2008), хормейстер, композитор, педагог, деятель народного искусства[437]
- Микоша, Владислав Владиславович (1909—2004), кинооператор, режиссёр-документалист[434]
- Митрохин, Дмитрий Исидорович (1883—1973), график, иллюстратор, мастер станковой гравюры, офорта и литографии[434]
- Монастырский, Борис Савельевич (1903—1977), кинооператор[438]
- Монгловский, Юрий Викторович (1920—1982), оператор и режиссёр документального кино[430]
- Монюков, Виктор Карлович (1924—1984), актер, режиссёр, педагог
- Морозов, Сергей Дмитриевич (1905—1978), артист цирка, режиссёр-педагог[439]
- Муранов, Лев Борисович (1930—2008), хоровой дирижёр, педагог[440]
- Нестеров, Аркадий Александрович (1918—1999), композитор, педагог, музыкально-общественный деятель доктор искусствоведения[431]
- Парамонова, Кира Константиновна (1916—2005) — киновед, историк и педагог, доктор искусствоведения[430]
- Перкун, Георгий Васильевич (1916—1983), балетмейстер, цирковой режиссёр[439]
- Петрицкий, Анатолий Анатольевич (1931—2024), кинооператор, режиссёр
- Погодин, Константин Иванович (1909—1993), кинооператор
- Полковников, Владимир Иванович (1906—1982), режиссёр мультипликационных фильмов
- Прокофьев, Владимир Николаевич (1910—1982), театровед
- Радомысленский, Вениамин Захарович (1909—1980), театровед, педагог
- Рымаренко, Леонид Иванович (1907—1996), кинорежиссёр
- Сааков, Леон Николаевич (1909—1989), кинорежиссёр
- Сокольский, Лев Евгеньевич (1910—1970), кинооператор
- Степанов, Николай Лаврентьевич (1911—1982), артист цирка, акробат, режиссёр
- Темерин, Алексей Сергеевич (р. 1923), кинооператор
- Тенета, Алексей Ильич (1899—1972), скульптор и график[441]
- Таранов, Михаил Афанасьевич (1909—1973), художник-график, педагог[442]
- Трофимов, Глеб Николаевич (1908—1989), оператор, режиссёр документального кино
- Тяпкин, Фёдор Александрович (1912—1992), режиссёр документального кино
- Фастович, Вячеслав Ксаверьевич (1911—2001), кинооператор
- Фрадкин, Марк Григорьевич (1914—1990), композитор
- Хавчин, Абрам Львович (1912—1999), оператор документального кино
- Хубов Георгий Никитич (1902—1981), музыковед и музыкальный деятель
- Шукшин, Василий Макарович (1929—1974), писатель, кинорежиссёр, актёр, сценарист[430]
- Юренев, Ростислав Николаевич (1912—2002), кинокритик, киновед, педагог
- Юровский, Владимир Михайлович (1915—1972), композитор

## 1970
- Агарков, Олег Михайлович[443]
- Барбутлы, Мансур Яхич[444]
- Баркан, Семён Аркадьевич (1916—2010)[445]
- Белоусов, Пётр Петрович (1912—1989), живописец, график и педагог[446]
- Веретенников, Геннадий Васильевич[447]
- Гогава, Тамара Давидовна[448]
- Дариенко, Пётр Степанович (1923—1976)[449]
- Дмитриев, Александр Сергеевич (род. 1935)[450]
- Еремеев, Владимир Павлович (1910—1978)[451]
- Кангер, Евгений Августович, педагог и концертмейстер ансамбля имени Александрова[452]
- Кац, Арнольд Михайлович (1924—2007)[453]
- Кириков, Василий Осипович[454]
- Клушанцев, Павел Владимирович (1910—1999), кинорежиссёр, оператор, сценарист[455]
- Кожевников, Борис Тихонович (1906—1985), композитор и дирижёр[449]
- Константинов, Георгий Викторович (1924—1994)[456]
- Кудрявцев, Геннадий Александрович (1916—1990)[457]
- Кузнецов, Константин Андреевич (1899—1982)[458]
- Лапшин, Ярополк Леонидович (1920—2011), кинорежиссёр, сценарист, актёр[451]
- Лебедев-Шуйский, Анатолий Адрианович[454]
- Лебедев, Герман Степанович (1913—1980)[459]
- Лушин, Александр Федорович (1902—1994)[460]
- Маторин, Михаил Владимирович (1901—1976)[461]
- Муртазина, Шаура Мусовна (1925—2002)[462]
- Назаренко, Иван Карпович[463]
- Образцов, Алексей Алексеевич[464]
- Ознобищев, Константин Викторович[465]
- Пименов, Владимир Федорович (1905—1995)[458]
- Плахт, Иоэль Иосифович (1918—1988)[466]
- Почиталов, Василий Васильевич (1902—1973)[467]
- Рахов, Василий Васильевич[457]
- Сидорин, Петр Андреевич[468]
- Сидушкин, Нифонт Афанасьевич (1898—1975), композитор и хоровой дирижёр[456]
- Солодовников, Александр Васильевич[469]
- Сударушкин, Виктор Борисович (1936—1986)[457]
- Сурков, Евгений Данилович (1915—1988), литературный, театральный и кинокритик, редактор, педагог[470]
- Таныгин, Гаврил Федорович[456]
- Тарев, Михаил Михайлович[454]
- Ткачев, Алексей Петрович (1925—2025)[454]
- Ткачев, Сергей Петрович (1922—2022)[454]
- Фельдман, Измаил Львович[447]
- Фонвизин, Артур Владимирович (1883—1973)[454]
- Холминов, Александр Николаевич (1925—2015), композитор, музыкально-общественный деятель, народный артист СССР (1984)[452]
- Хомский, Павел Осипович (1925—2016), режиссёр[457]
- Чушкин, Николай Николаевич[471]
- Шах-Азизов, Константин Язонович[457]
- Шевчук, Леонид Николаевич (1899—1974)[462]
- Щедрин, Родион Константинович (род. 1932)[472]
- Яхин, Рустем Мухамет-Хазеевич[473]

## 1971
- Анненский, Исидор Маркович (1906—1977)[474]
- Вайнберг, Моисей Самуилович (1919—1996)[475]
- Дмитриев, Леонид Владимирович[475]
- Казанский, Серафим Константинович[476]
- Морозов, Альбин Иванович (1926—1984)[476]
- Пахмутова, Александра Николаевна (род. 1929), композитор-песенник, общественный деятель[474]
- Понтрягин, Павел Михайлович (1902—1978)[475]
- Рейнгольд, Семен Моисеевич (1927—1981)[477]
- Свинин, Михаил Ильич[478]
- Хачатурян, Карэн Суренович (1920—2011)[479]
- Шишаков, Юрий Николаевич[480]
- Шортанов, Аскерби Тахирович (1916—1985)[481]

## 1972
- Айзикович, Иосиф Юрьевич (1919—1997) [482]
- Апресов, Владимир Григорьевич (1915—1982) [483]
- Волков, Николай Николаевич (1897—1974), художник график, теоретик искусства[484]
- Горб, Владимир Александрович (1903—1988) [485]
- Горбунов, Пётр Иванович (1924—2000) [486]
- Григорян, Асатур Григорьевич (1914—1977) [487]
- Евлахов, Орест Александрович (1912—1973) [488]
- Зуев, Иван Георгиевич[489]
- Зыбцев, Алексей Лукич (1908—1984) [490]
- Иоаниди, Семён Семёнович (1928—1998) [491]
- Качанов, Роман Абелевич (1921—1993) [492]
- Кондахчан, Арамазд Иосифович (1908—1973) [493]
- Кончаловская, Наталья Петровна [494]
- Котов, Николай Иванович[495]
- Красницкий, Евгений Иосифович[496]
- Кривошапко, Галина Михайловна[497]
- Кузьмин, Сергей Васильевич[498]
- Куликов, Павел Васильевич[487]
- Макаров, Евгений Петрович[499]
- Маранц, Берта Соломоновна[500]
- Марков, Владимир Фёдорович[501]
- Мержанов, Виктор Карпович[486]
- Оссовский, Лев Моисеевич[502]
- Пахомов, Василий Иванович[503]
- Петров, Андрей Павлович[504]
- Поляновский, Георгий Александрович[505]
- Рогаль, Виталий Сергеевич[484]
- Романовский, Пётр Иванович[493]
- Сосновцев, Борис Андреевич[506]
- Степанцев, Борис Павлович[492]
- Табачников, Ефим Давыдович
- Тимошин, Георгий Алексеевич[507]
- Тюнтина, Лидия Михайловна[508]
- Фельцман, Оскар Борисович[504]
- Филиппов, Борис Михайлович[494]
- Харитонов, Владимир Гаврилович[492]
- Штильман, Давид Шлеймович[509]
- Ядых, Павел Арнольдович[500]

## 1973
- Аедоницкий, Павел Кузьмич (1922—2003), композитор[510]
- Бобылев, Иван Тимофеевич (1925—2014), актёр, театральный режиссёр[511]
- Борисов, Юрий Петрович (1929—1994), театральный деятель, хормейстер[512]
- Бунеев, Борис Алексеевич (1921—2015), кинорежиссёр, сценарист, режиссёр дубляжа[513]
- Вербова, Нина Александровна[514]
- Вертков, Константин Александрович (1906—1972), российский музыковед[515]
- Гилязев, Габдулла Габдрахманович[516]
- Глазунов, Илья Сергеевич (1930—2017), художник-живописец, педагог[517]
- Глезер, Раиса Владимировна (1914—1985), музыковед[518]
- Данилевич, Лев Васильевич[519]
- Делициев, Сергей Гаврилович (1903—1981), дирижёр, пианист[514]
- Добронравов, Фёдор Борисович (1921—2014), кинооператор[520]
- Ефремова, Вера Андреевна (1929—2021), театральный режиссёр[521]
- Жданов, Леонид Тимофеевич[522]
- Жигульский, Юрий Ефимович (1936—2013), театральный режиссёр[523]
- Истратов, Юрий Иванович (1928—2007), художник кино, живописец и график[523]
- Каратеев, Леонид Ипполитович[524]
- Колобков, Сергей Михайлович (1927—2007), баянист, дирижёр[517]
- Логачёв, Николай Ефремович[525]
- Меерович, Илья Маннович (1906—2002), дирижёр, композитор[526]
- Минх, Николай Григорьевич (1912—1982), композитор и дирижёр[519]
- Николаев, Алексей Александрович (1931—2003), композитор[527]
- Онегин, Алексей Евсеевич (1920—1989), баянист и дирижёр[517]
- Опрышко, Пётр Александрович (1912—1974)[528]
- Родыгин, Евгений Павлович (1925—2020), композитор[523]
- Саква, Константин Константинович[529]
- Серов, Эдуард Афанасьевич (1937—2016), дирижёр[530]
- Слюсарев, Пётр Иванович[531]
- Солодухо, Яков Семёнович (1911—1987), композитор, музыкальный деятель[532]
- Ставский, Константин Владимирович[533]
- Сурков, Анатолий Алексеевич[517]
- Топорков, Геральд Николаевич (1928―1977), композитор[523]
- Френкель, Ян Абрамович (1920—1989), композитор-песенник, скрипач, пианист[534]
- Цесляк, Владимир Станиславович (1924—1995), актёр, режиссёр[530]
- Черкасова, Наталья Валентиновна[535]
- Чунихин, Нариман Евгеньевич (1929—1995), дирижёр[523]
- Экк, Николай Владимирович (1902—1976), киноактёр, режиссёр театра и кино[536]

## 1974
- Аболимов, Пётр Фёдорович (1905—1977)[537]
- Азаров, Виллен Авраамович (1924—1978)[538]
- Ардашников, Наум Михайлович (1931—2012)[538]
- Ахметов, Хусаин Файзуллович (1914—1993)[539]
- Бабаян, Агаси Арутюнович (1921—1995)[540]
- Бартенев, Игорь Александрович (1911—1985)[541]
- Баснер, Вениамин Ефимович (1925—1996)[542]
- Белых, Алексей Павлович (1923—2017)[543]
- Беляков, Вячеслав Филиппович (1939—2021)[544]
- Блинов, Евгений Григорьевич (1925—2018)[545]
- Бэлза, Игорь Фёдорович (1904—1994)[546]
- Валиуллин, Хуснулла Валиуллович (1914—1993)[547]
- Вермишева, Екатерина Ивановна (1925—1998)[548]
- Викторов, Ричард Николаевич (1929—1983)[549]
- Воинов, Константин Наумович (1918—1995)[538]
- Гладков, Михаил Николаевич[550]
- Грошева, Елена Андреевна (1908—2002)[544]
- Гурин, Илья Яковлевич (1922—1994)[549]
- Долгополов, Игорь Викторович[543]
- Емельянов, Петр Григорьевич (1923—2000)[538]
- Ермакова, Людмила Владимировна (1927—2008)[551]
- Казанский, Геннадий Сергеевич (1910—1983)[538]
- Карелов, Евгений Ефимович (1931—1977)[538]
- Касаткин, Павел Дмитриевич (1913—2002)[552]
- Коган, Семен Аркадьевич (1928—2016)[553]
- Колмановский, Эдуард Савельевич (1923—1994)[554]
- Короев, Хазби Герасимович (1927—1981)[555]
- Лавров, Герман Николаевич (1929—1995)[538]
- Ланской, Виталий Викторович[538]
- Левандо (Тимонова), Ираида Павловна[556]
- Лупол, Иван Эммануилович[540]
- Луппов, Анатолий Борисович (1929—2022)[557]
- Мартынов, Иван Иванович (1908—2005)[552]
- Митта, Александр Наумович (1933—2025)[538]
- Кончаловский, Андрей Сергеевич (род. 1937), режиссёр, сценарист, общественный и политический деятель[538]
- Олоновский, Николай Владимирович (1922—2017)[538]
- Петриченко, Константин Никифорович (1915—1995)[538]
- Проваторов, Геннадий Пантелеймонович (1929—2010)[544]
- Раухвергер, Михаил Рафаилович (1901—1989)[539]
- Сахаров, Алексей Николаевич (1934—1999)[538]
- Слабневич, Игорь Михайлович (1921—2007)[538]
- Тарковский, Андрей Арсеньевич (1932—1986)[538]
- Тутунов, Владимир Иванович[558]
- Фелицын, Игорь Алексеевич (1918—1977), кинооператор комбинированных съёмок[538]
- Филиппов, Фёдор Иванович (1911—1988)[538]
- Харитонов, Александр Васильевич (1927—2001)[538]
- Хаханов, Дудар Соломонович (1921—1995)[555]
- Храбровицкий, Даниил Яковлевич (1923—1980)[538]
- Чулюкин, Юрий Степанович (1929—1987)[538]
- Шепитько, Лариса Ефимовна (1938—1979), кинорежиссёр и сценарист, актриса[538]
- Эльяш, Николай Иосифович (1916—1990)[559]
- Юфа, Абрам Моисеевич[548]
- Якович, Михаил Яковлевич (1923—1995)[549]

## 1975
- Афанасьев, Леонид Викторович (1921—1995)[560]
- Бродский, Савва Григорьевич (1923—1982)[561]
- Гасюк, Дмитрий Романович (1930—1983)[562]
- Головня, Борис Владимирович (род. 1933)[562]
- Гордеев, Владимир Петрович (1917—1988)[563]
- Гуляев, Владимир Дмитриевич (1931—2024)[564]
- Иорданский, Михаил Вячеславович (1901—1990)[565]
- Киселёв, Василий Васильевич[566]
- Козлов, Фёдор Михайлович[567]
- Кочетков, Александр Степанович (1927—1997)[568]
- Макарова, Нина Владимировна (1906—1976)[569]
- Мамонтов, Анатолий Васильевич (1937—2019)[570]
- Меньшенин, Герман Викторович[571]
- Меркулов, Иван Захарович (1917—2004)[572]
- Никитин, Владимир Архипович (1928—1999)[573]
- Полюшенко, Андрей Петрович (1911—1985)[574]
- Рычков, Борис Николаевич (1937—2002)[575]
- Салимжанов, Марсель Хакимович (1934—2002)[576]
- Семенов, Виктор Николаевич[577]
- Сергеев, Николай Петрович (1918—2007)[578]
- Соколов, Александр Львович (1927—1981)[579]
- Столбов, Александр Аронович (1920—1986)[562]
- Темерин, Сергей Митрофанович (1902—1990)[579]
- Уланов, Юрий Михайлович[580]
- Фетин, Владимир Александрович (1925—1981)[562]
- Флярковский, Александр Георгиевич (1931—2014)[560]
- Хаханян, Христофор Михайлович (1917—1999)[581]
- Чешев, Иван Иванович[574]
- Яковлев, Валерий Николаевич (1939—2024)[582]

## 1976
- Авербах, Илья Александрович (1934—1986)[583]
- Агафонников, Игорь Германович (1932—2005)[584]
- Аккуратов, Евгений Васильевич[583]
- Александров, Юрий Михайлович[585]
- Андрусенко, Ананий Степанович[586]
- Асламас, Анисим Васильевич (1924—2000)[587]
- Бганцев, Игорь Николаевич[588]
- Бинкин, Зиновий Юрьевич[589]
- Бони, Венедикт Александрович[584]
- Боярчиков, Николай Николаевич (1935—2020)[590]
- Бобровский, Анатолий Алексеевич (1929—2007)[583]
- Брагинский, Эмиль Вениаминович (1921—1998)[583]
- Владимиров, Юрий Яковлевич (1925—1978)[591]
- Востоков, Евгений Иванович[592]
- Габараев, Илья Гаврилович (1926—1993)[593]
- Гантман, Юрий Самсонович (1932—1987)[583]
- Гребнев, Анатолий Борисович (1923—2002)[583]
- Дорман, Вениамин Давыдович (1927—1988)[583]
- Дубницкая, Ирина Александровна[594]
- Дунский, Юлий Теодорович (1922—1982)[583]
- Ежов, Валентин Иванович (1921—2004)[583]
- Епифанов, Георгий Кузьмич (1918—1997)[583]
- Журавлев, Василий Николаевич (1904—1987)[583]
- Заболоцкий, Анатолий Дмитриевич (род. 1935)[583]
- Зарафьян, Инна Суреновна (1928—2007)[583]
- Захаров, Григорий Алексеевич (1910—1982)[595]
- Иванов, Георгий Николаевич (1927—2010)[596]
- Ильин, Алексей Сергеевич (1925—2004)[597]
- Интезаров, Аркадий Иванович[598]
- Иовлева, Тамара Ивановна (1924—2012)[583]
- Истомин, Александр Сергеевич[583]
- Кеосаян, Эдмонд Гарегинович (1936—1994)[583]
- Климов, Элем Германович (1933—2003)[583]
- Колеватов, Анатолий Андреевич[584]
- Комаров, Владимир Сергеевич (1916—1982)[583]
- Котёночкин, Вячеслав Михайлович (1927—2000)[583]
- Крайненков, Леонид Сергеевич[583]
- Кузнецов, Анатолий Васильевич (1928—2006)[583]
- Кузнецов, Василий Сергеевич[599]
- Куликов, Борис Иванович (1932—2018)[600]
- Лифшиц, Михаил Александрович[601]
- Лядова, Людмила Алексеевна (1925—2021)[602]
- Максимов, Лев Алексеевич[583]
- Манджиев, Эмба Эрендженович (1934—2001)[603]
- Маранджян, Генрих Саакович (1926—2011)[583]
- Мельников, Виталий Вячеславович (1928—2022)[583]
- Месхиев, Дмитрий Давыдович (1925—1983)[604]
- Микаэлян, Сергей Герасимович (1923—2016)[583]
- Моралев, Олег Михайлович[584]
- Нахабцев, Владимир Дмитриевич (1938—2002)[583]
- Панфилов, Глеб Анатольевич (1934—2023)[583]
- Пензов, Иван Алексеевич (1928—2000)[605]
- Петров, Владимир Викторович (1923—2007)[606]
- Плинер, Виктор Львович (1915—1999)[607]
- Покровский, Евгений Георгиевич[583]
- Попов, (Бакалов) Леонид Ованесович (1908—1982)[602]
- Портнов, Георгий Анатольевич (1928—2017)[608]
- Прокопинский, Геннадий Иванович[609]
- Садовский, Виктор Александрович (1922—1997)[610]
- Сивухин, Лев Константинович (1935—2001)[611]
- Сизов, Николай Трофимович[612]
- Симачев, Николай Романович (1927—1996)[584]
- Симанский, Михаил Николаевич[613]
- Скобцов, Иван Михайлович (1900—1983)[584]
- Соловьёв, Василий Иванович (1925—2012)[583]
- Соловьёв, Сергей Александрович (1944—2021)[583]
- Сонин, Виктор Александрович[596]
- Сахиров, Фёдор Семёнович (1928—2015)[614]
- Табачников, Модест Ефимович (1913—1977)[615]
- Терентьев, Виктор Сергеевич[616]
- Титов, Лев Дмитриевич[596]
- Травкин, Борис Тихонович (1924—1990)[583]
- Трегубович, Виктор Иванович (1935—1992)[583]
- Усыпенко, Федор Павлович (1917—2000)[609]
- Ухов, Юрий Владимирович (1937—2007)[602]
- Филатов, Иван Иванович[617]
- Фрид, Валерий Семёнович (1922—1998)[583]
- Ходяков, Вячеслав Николаевич[583]
- Чарухчиянц, Мартирос Акопович[584]
- Черенцов, Лев Сергеевич (род. 1925)[583]
- Чикваидзе, Елена Георгиевна[584]
- Шлезингер, Владимир Георгиевич (1922—1986)[618]
- Эфрос, Анатолий Исаевич (1925—1987)[597]
- Юрушкина, Нина Андреевна (1915—2001)[583]
- Якушев, Виктор Михайлович (1930—2013)[583]

## 1977
- Багратуни, Ваган Вачеевич (1938—1991)[619]
- Бадхен, Анатолий Семёнович (1922—1989)[620]
- Белов, Лев Серапионович[621]
- Бойко, Ростислав Григорьевич (1931—2002)[622]
- Бойков, Владимир Васильевич (1935—2009)[623]
- Бугров, Владимир Васильевич (1938—2003)[624]
- Буткевич, Олег Викторович (1924—2007)[625]
- Гольденберг, Ольга Николаевна[626]
- Громов, Николай Захарович[619]
- Диев, Борис Александрович (1924—2008)[627]
- Дроздов, Глеб Борисович[628]
- Заславский, Семён Аркадьевич (1910—1978)[629]
- Захаров, Марк Анатольевич (1933—2019)[630]
- Захарченко, Виктор Гаврилович (род. 1938)[631]
- Зетель, Исаак Зусманович[632]
- Колесов, Михаил Сергеевич[633]
- Крюков, Анатолий Васильевич[634]
- Кутдусов, Джавид Абдураимович[632]
- Модзолевский, Вячеслав Дмитриевич[632]
- Нагли, Михаил Владимирович (1926—2012)[635]
- Наравцевич, Борис Абрамович (1924—1986)[635]
- Осипов, Дмитрий Михайлович[636]
- Парамонов, Анатолий Васильевич[637]
- Пузей, Николай Михайлович (1915—2000)[638]
- Рахлин, Рафаил Павлович (1926—1998)[639]
- Рубин, Владимир Ильич (1924—2019)[629]
- Слонов, Юрий Михайлович (1906—1981)[628]
- Соловьев, Михаил Михайлович (1905—1990)[640]
- Сутюшев, Макмунд Галеевич[623]
- Тхакумашев, Нальбий Шабанович[632]
- Ульянов, Николай Сергеевич[641]
- Хайрутдинов, Афзал Насретдинович (1924—2017)[632]

## 1978
- Алексеев, Александр Васильевич[642]
- Афанасьев, Дмитрий Владимирович[643]
- Барабашев-Паскен, Игорь Сергеевич[644]
- Беленький, Борис Вульфович[645]
- Быстров, Александр Иванович[646]
- Вайншток, Владимир Петрович[647]
- Валеев, Лек Валеевич[648]
- Воробьев, Владимир Егорович[649]
- Говорушко, Петр Иванович[650]
- Доброхотов, Николай Николаевич[651]
- Егоров, Виктор Михайлович[652]
- Железняков, Валентин Николаевич (1930—2013)[653]
- Жемчужин, Георгий Георгиевич[654]
- Иванов, Анатолий Васильевич (режиссёр)
- Иванов, Анатолий Васильевич (трубач)[655]
- Иванов, Виктор Леонидович[642]
- Ильин, Игорь Павлович[656]
- Исхакова, Лейля Хабибулловна[657]
- Казанов, Михаил Михайлович[658]
- Казановский, Евгений Федорович[659]
- Кальянов, Стефан Тимофеевич[645]
- Катин-Ярцев, Юрий Васильевич[660]
- Керер, Рудольф Рихардович[661]
- Кочергин, Эдуард Степанович[662]
- Краснопольский, Владимир Аркадьевич[663]
- Кузьмина, Мария Тимофеевна[664]
- Курчевский, Вадим Владимирович[665]
- Ледин, Юрий Янович[646]
- Личко, Александр Васильевич[666]
- Лондонов, Петр Петрович[661]
- Лукавецкий, Мирон Ярославович[646]
- Метальников, Будимир Алексеевич[667]
- Михайлов, Николай Михайлович[668]
- Мишин, Александр Иванович[643]
- Монгловская, Галина Сергеевна[669]
- Наумов, Лев Николаевич[670]
- Орлов, Наум Юрьевич[664]
- Парцхаладзе, Мераб Алексеевич[671]
- Петров, Юрий Александрович[672]
- Почиковский, Артур Евгеньевич[673]
- Птичкин, Евгений Николаевич[672]
- Пушечников, Иван Фёдорович[651]
- Сайфуллин, Тагир Сергеевич[674]
- Саульский, Юрий Сергеевич[671]
- Севрюков, Михаил Спиридонович[675]
- Серебряков, Анатолий Феодосьевич[660]
- Слонимский, Сергей Михайлович[645]
- Ставская, Людмила Владимировна[660]
- Тищенко, Борис Иванович[654]
- Толстой, Владимир Павлович[664]
- Тохчуков, Борис Хусейнович[646]
- Усков, Валерий Иванович[663]
- Фандеев, Тимофей Игнатьевич[655]
- Фахрутдинов, Харис Фасхиевич[676]
- Хайкин, Артур Юзефович[677]
- Цытович, Тамара Эрастовна[674]
- Чернушенко, Владислав Александрович[678]
- Чичков, Юрий Михайлович (1929—1990)[679]
- Шаинский, Владимир Яковлевич[679]
- Шнеерсон, Григорий Михайлович[680]

## 1979
- Аксенчук, Иван Семёнович (1918—1999), кинорежиссёр, художник-мультипликатор[681]
- Антонова, Ирина Александровна (1922—2020), искусствовед, директор Государственного музея изобразительных искусств имени А. С. Пушкина[682]
- Асеев, Борис Николаевич[683]
- Барсов, Виктор Наумович (1928—2001) [684]
- Бородин, Алексей Владимирович (род. 1941) [685]
- Варламов, Александр Владимирович (1904—1990) [686]
- Васильев, Алексей Григорьевич[687]
- Васильев, Владимир Николаевич[688]
- Васильев, Игорь Иванович[689]
- Ваховский, Григорий Залманович[690]
- Вербицкий, Владимир Игоревич[691]
- Владимирский, Леонид Викторович (1920—2015), график и иллюстратор, писатель[692]
- Волков, Леонид Михайлович[693]
- Володин, Владимир Иванович[694]
- Гаврилин, Валерий Александрович[695]
- Гайдамович, Татьяна Алексеевна[696]
- Гостнев, Игорь Аронович[681]
- Гусев, Виктор Евгеньевич[697]
- Давыдов, Роман Владимирович[698]
- Дербышева, Лия Николаевна[681]
- Зив, Михаил Павлович (1921—1994) [699]
- Иванович, Георгий Александрович[700]
- Израйлевич, Леонид Иосифович (1909—1993) [701]
- Касаткин, Игорь Львович (1921—1996) [681]
- Каштелян, Сергей Андреевич (1910—1995) [702]
- Квасов, Анатолий Николаевич[685]
- Козлянинова, Ирина Петровна[683]
- Колобов, Евгений Владимирович[683]
- Кравченко, Ксения Степановна[703]
- Крылов, Александр Иванович[704]
- Кудашева, Татьяна Николаевна[683]
- Лебедев, Олег Алексеевич[705]
- Левитан, Аркадий Юлианович (1911—2006) [705]
- Макаров, Николай Владимирович[706]
- Манилов, Николай Иннокентьевич[703]
- Масленников, Игорь Фёдорович (1931—2022) [707]
- Мирный, Игорь Валентинович[681]
- Миронович, Игорь Георгиевич[708]
- Носихин, Леонид Фёдорович[689]
- Орловский, Андрей Львович[687]
- Остальский, Всеволод Порфирьевич (1924—2006) [683]
- Попов, Александр Иосифович (1944—2011) [709]
- Пригожин, Люциан Абрамович[695]
- Ревякин, Пётр Петрович (1906—1990) [710]
- Руднев, Владимир Валентинович[711]
- Серебренников, Николай Николаевич (1918—1996) [693]
- Смирнов, Мстислав Анатольевич[712]
- Соловьев, Борис Нифантьевич (1940—2007) [713]
- Судакова, Ирина Ильинична[683]
- Тарасова, Ольга Георгиевна[683]
- Таривердиев, Микаэл Леонович (1931—1996) [712]
- Тигранов, Георгий Григорьевич (1908—1991) [714]
- Умрихин, Юрий Иванович (1930—2013) [715]
- Утешев, Александр Павлович[687]
- Ушаков, Константин Алексеевич[716]
- Хагагортян, Эдуард Арамович (1930—1983) [717]
- Хоменко, Владимир Владимирович[716]
- Черменская, Клавдия Григорьевна[681]
- Чигинский, Валерий Андреевич (1938—1987) [715]
- Чижова, Александра Эммануиловна[718]
- Шепелев, Лев Викторович[696]
- Шульгина, Алла Николаевна[683]

## 1980
- Абакумов, Виталий Васильевич (1923—1987) [719]
- Асанова, Динара Кулдашевна (1942—1985) [720]
- Белявский, Леонид Савельевич (1927—2011) [721]
- Близнюк, Дмитрий Васильевич[722]
- Богданов, Юрий Борисович (1927—2014) [723]
- Бурыкин, Владимир Александрович (1928—1999) [720]
- Валукин, Евгений Петрович (1937—2016) [724]
- Васильков, Игорь Афанасьевич (1910—2003) [725]
- Витоль, Арнольд Янович (1922—2000) [726]
- Головко, Виль Васильевич (1932—2015) [727]
- Горяинов, Владимир Викторович[728]
- Григорьян, Феликс Григорьевич[729]
- Гусев, Владимир Поликарпович (1940—2023) [730]
- Двоскин, Александр Александрович[731]
- Денисенко, Григорий Фёдорович[732]
- Диков, Борис Александрович (1918—2006) [733]
- Дупленский, Константин Петрович (1920—1986) [734]
- Дьяконов, Владимир Викторович (1941—1997) [726]
- Еремин, Юрий Иванович (1944—2025) [735]
- Казачков, Семён Абрамович (1909—2005) [736]
- Казенин, Владислав Игоревич (1937—2014) [737]
- Калашнев, Филипп Васильевич[738]
- Калмыков, Дмитрий Иосифович[727]
- Карамышев, Борис Павлович (1915—2003) [739]
- Клемантович, Александр Андреевич[740]
- Ковалев, Виктор Владимирович (1919—1993) [741]
- Коваль, Ким Петрович[742]
- Коган, Павел Симонович[726]
- Компанеец, Зиновий Львович (1902—1987) [726]
- Коптева, Татьяна Кирилловна (1921—1994) [734]
- Корев, Юрий Семёнович (1928—2024) [743]
- Корепанов-Камский, Геннадий Михайлович (1929—2001) [744]
- Корин, Александр Дмитриевич (1895—1986) [736]
- Княжинский, Александр Леонидович (1936—1996) [720]
- Кузьмин, Сергей Константинович[745]
- Куликов, Петр Фёдорович[746]
- Лапшин, Александр Алексеевич (род. 1939) [732]
- Лебешев, Павел Тимофеевич (1940—2003) [726]
- Малахов, Николай Яковлевич[747]
- Малышев, Алексей Александрович[748]
- Манасарова, Аида Ивановна (1925—1986) [749]
- Мелков, Анатолий Сергеевич (1909—1983) [750]
- Мелькин, Анатолий Васильевич[725]
- Миловидов, Николай Николаевич (1927—2002) [751]
- Мордвинов, Михаил Борисович[752]
- Муталов, Гайнетдин Хайретдинович (1929—2011) [753]
- Никифоров, Виктор Николаевич[754]
- Николаевский, Олег Павлович (1922—1998) [734]
- Окунцов, Виктор Фёдорович[755]
- Пахомов, Владимир Михайлович (1942—2007) [756]
- Певзнер, Борис Самуилович (1940—2025) [726]
- Попатенко, Тамара Александровна (1912—1991) [757]
- Попович, Наталья Григорьевна (1945—2018) [758]
- Постол, Алексей Григорьевич (1920—2011) [759]
- Рерберг, Георгий Иванович (1937—1999) [720]
- Роговой, Владимир Абрамович (1923—1983) [726]
- Сергеев, Алексей Максимович[760]
- Сидельников, Николай Николаевич (1930—1992) [761]
- Славнитский, Юрий Михайлович (1925—2000) [733]
- Соколов, Алексей Константинович[762]
- Соколов, Борис Александрович (1920—2019) [763]
- Ташков, Евгений Иванович (1926—2012) [749]
- Тевлин, Борис Григорьевич (1931—2012) [743]
- Тиц, Гуго Ионатанович (1910—1986) [755]
- Токарев, Аверий Матвеевич (1918—1997) [759]
- Трунин, Вадим Васильевич (1935—1992) [720]
- Туговиков, Евгений Дмитриевич[764]
- Унгуряну, Иван Спиридонович (1935—2017) [765]
- Успенский, Владислав Александрович (1937—2004) [766]
- Федотов, Авангард Алексеевич (1925—2015) [741]
- Фрейлих, Семён Израилевич (1920—2005) [720]
- Фроловский, Михаил Иванович[767]
- Чайкин, Николай Яковлевич (1915—2000)[741]
- Черных, Валентин Константинович (1935—2012) [732]
- Юдичев, Василий Андреевич[768]

## 1981
- Ахметов, Фасиль Ахметгалиевич (1935—1998)[769]
- Бакиров, Энвер Закирович (1920—2001)[770]
- Баранов, Борис Владимирович[771]
- Барчунов, Павел Алексеевич[772]
- Белов, Станислав Кондратьевич (1937—1989)[773]
- Боташев, Исса Жарахматович (1925—1991)[774]
- Васильев, Кирилл Владимирович[775]
- Виленкин, Виталий Яковлевич (1911—1997)[776]
- Вишневская, Инна Люциановна (1925—2018)[777]
- Гаврилов, Виталий Васильевич[778]
- Галяутдинов, Фатхлислам Гайнисламович[779]
- Голуб, Владимир Александрович[780]
- Горин, Пётр Иванович[781]
- Гусев, Станислав Дмитриевич (1937—2012)[769]
- Даниличев, Александр Тимофеевич[782]
- Делициева, Нина Николаевна[783]
- Десятников, Владимир Александрович (род. 1931)[776]
- Добрынина, Екатерина Александровна[784]
- Дубинина, Ирина Сергеевна (1923—2021)[771]
- Еремеев, Олег Аркадьевич (1922—2016)[785]
- Жезмер, Григорий Вульфович[786]
- Калинкович, Григорий Маркович (1917—1992)[787]
- Капралов, Георгий Александрович (1921—2010)[788]
- Керимов, Сейфулла Асадуллаевич[789]
- Клодт, Георгий Александрович[790]
- Колкер, Александр Наумович (1933—2023)[791]
- Корниенко, Николай Александрович[777]
- Костин, Владимир Иванович[781]
- Крамаров, Юрий Маркович (1929—1982)[783]
- Куницын, Александр Николаевич[792]
- Ром-Лебедев, Иван Иванович (1903—1991)[793]
- Леняшин, Владимир Алексеевич (род. 1940)[794]
- Ломакин, Николай Григорьевич[795]
- Лунгин, Семён Львович (1920—1996)[796]
- Лысяков, Геннадий Никифорович (род. 1940)[797]
- Макеев, Виктор Иванович (1924—2024)[781]
- Манизер, Гуго Матвеевич (1927—2016)[798]
- Менцер, Николай Николаевич[799]
- Меерович, Михаил Александрович (1920—1993)[800]
- Минский, Евгений Васильевич[786]
- Мистюков, Андрей Петрович (1919—1987)[801]
- Михлин, Соломон Гецелевич[777]
- Моисеев, Леонид Юрьевич (1933—1995)[801]
- Мулюков, Бату Гатауллович (1928—1999)[802]
- Муравлёв, Алексей Алексеевич (1924—2023)[800]
- Натансон, Георгий Григорьевич (1921—2017)[803]
- Никитин, Глеб Павлович (1926—1999)[804]
- Пентешин, Иван Мильевич (1927—1998)[805]
- Попов, Иннокентий Евгеньевич (1923—1990)[783]
- Попов, Эраст Алексеевич[806]
- Радомысленский, Евгений Вениаминович (1935—2019)[807]
- Раненко, Эдуард Васильевич[808]
- Сверчков, Никита Кузьмич (1891—1985)[777]
- Седракян, Азат Мкртычевич[809]
- Смирнов, Михаил Дмитриевич (1929—2006)[777]
- Сперанский, Юрий Аркадьевич[796]
- Стемпневский, Станислав Владиславович[787]
- Суслов, Виталий Александрович (1924—2003)[782]
- Суханов, Павел Николаевич (1913—1994)[777]
- Терещенко, Василий Иванович[809]
- Тимофеев, (Хрусталёв) Иван Васильевич[793]
- Тиц, Виктор Зигфридович (1938—2006)[780]
- Толченова, Нина Павловна[783]
- Фалик, Юрий Александрович (1936—2009)[805]
- Фёдоров, Анатолий Степанович[810]
- Хабибуллин, Загид Валеевич (1910—1983)[811]
- Хворостов, Анатолий Семенович (1940—2024)[812]
- Хессин, Борис Михайлович[781]
- Чалаев, Ширвани Рамазанович (род. 1936)[789]
- Чернобровцев, Александр Сергеевич (1930—2014)[772]
- Чернышев, Игорь Александрович (1937—2007)[800]
- Шантырь, Григорий Михайлович[805]
- Шварцкопф, Виктор Александрович[813]
- Шебеко, Кирилл Иванович (1920—2004)[814]
- Шерлинг, Юрий Борисович (род. 1944)[814]
- Шорчев, Акиндин Петрович[815]
- Яхунаев, Дамдин Шарапович[789]

## 1982
- Агафонников, Владислав Германович[816]
- Аксенов, Юрий Ефимович[817]
- Асланов, Эдуард Павлович[818]
- Баневич, Сергей Петрович[819]
- Бикмухаметова, Ризаля Минулловна[820]
- Бобракова, Ия Петровна[821]
- Бровкин, Вячеслав Владимирович[822]
- Былков, Владимир Сергеевич[823]
- Бялик, Михаил Григорьевич[824]
- Валериус, Сарра Самуиловна[818]
- Виноградова, Светлана Викторовна[825]
- Вознесенский, Николай Сергеевич[826]
- Гаркунов, Евгений Николаевич[827]
- Горина, Татьяна Николаевна[828]
- Григорьев, Евгений Александрович[829]
- Данилова, Ирина Евгеньевна[830]
- Ефимов, Лев Леонидович[831]
- Иванова, Вера Викторовна[832]
- Исрафилов, Рифкат Вакилович[833]
- Канеев, Михаил Александрович[834]
- Карданов, Хасан Якубович[833]
- Каримов, Мустафа Сафич[835]
- Катаев, Пётр Евгеньевич[836]
- Китай, Захар Исаакович[837]
- Кладницкий, Владислав Иванович[838]
- Коростелев, Борис Ефимович[839]
- Коткин, Геннадий Иванович[822]
- Кутилин, Владимир Александрович[823]
- Кушниренко, Георгий Анатольевич[840]
- Леденёв, Роман Семёнович[841]
- Лисакович, Виктор Петрович[842]
- Лопухин, Владимир Николаевич[843]
- Малашенко, Владислав Иванович[844]
- Медведев, Николай Алексеевич[845]
- Милушкин, Юрий Леонтьевич[846]
- Митрофанов, Константин Михайлович[847]
- Митрохин, Владимир Сергеевич[848]
- Московченко, Григорий Савельевич[849]
- Нехорошев, Леонид Николаевич[850]
- Новогрудский, Александр Евсеевич[851]
- Персидский, Игорь Константинович[831]
- Пыстина, Галина Серафимовна[821]
- Радоман, Игорь Владимирович[852]
- Рапопорт, Кирилл Иосифович[842]
- Розовский, Эдуард Александрович[853]
- Рыжов, Константин Ильич[853]
- Савкова, Зинаида Васильевна[854]
- Сапегин, Борис Васильевич[837]
- Семёнов, Юлиан Семёнович[836]
- Соловьёв, Александр Васильевич[852]
- Ставонин, Геннадий Трофимович[851]
- Сураев-Королев, Георгий Иванович[855]
- Табачников, Ефим Давыдович[823]
- Татаев, Илес Вахидович[856]
- Теуважев, Султан Азретович[838]
- Трофимов, Александр Сергеевич[857]
- Тхабисимов, Умар Хацицович[858]
- Хромушин, Олег Николаевич[824]
- Хусаинов, Гали Каримович[859]
- Цырендашиев, Базыр Очирович[860]
- Шевченко, Анатолий Михайлович[861]
- Шмаринов, Алексей Дементьевич[862]
- Якушенко, Игорь Васильевич[816]
- Ямщиков, Савелий Васильевич[863]

## 1983
- Антонов, Дмитрий Константинович[864]
- Артамонов, Юрий Алексеевич[865]
- Безрученко, Валерий Павлович[866]
- Боронин, Николай Николаевич[867]
- Брагинский, Юрий Александрович[868]
- Брянцев, Дмитрий Александрович[869]
- Вавилина, Александра Михайловна[866]
- Валеев, Диас Назихович[870]
- Виноградский, Николай Иванович[871]
- Вышинский, Юрий Михайлович[872]
- Гаудасинский, Станислав Леонович[873]
- Гергиев, Валерий Абисалович[869]
- Гольденбланк, Борис Михайлович[874]
- Гришин, Николай Павлович[875]
- Девятов, Михаил Михайлович[876]
- Ентин, Борис Григорьевич[877]
- Жилинский, Дмитрий Дмитриевич[878]
- Зильберг, Лев Наумович[864]
- Ишмуратов, Риза Фахрутдинович (1903—1995), татарский драматург, заслуженный деятель искусств Татарской АССР (1953)[879]
- Калашников, Леонид Иванович (1926—2005), кинооператор[880]
- Квасов, Александр Сергеевич[881]
- Кожин, Валентин Васильевич[882]
- Коновалов, Владимир Федорович (1935—2020), режиссёр документального кино[874]
- Курлин, Владимир Михайлович[866]
- Локшин, Александр Лазаревич[868]
- Мазитов, Ильгиз Габидуллович[867]
- Моралёв, Олег Аркадьевич[876]
- Муров, Аскольд Фёдорович[883]
- Муртазина, Миляуша Галеевна[884]
- Наумов, Владимир Николаевич[873]
- Никитин, Анатолий Павлович[866]
- Никитин, Николай Иванович[864]
- Новосельская, Ирина Николаевна[885]
- Опорков, Геннадий Михайлович[880]
- Падве, Ефим Михайлович[886]
- Петухов, Юрий Александрович[887]
- Пирумов, Александр Иванович[888]
- Прут, Иосиф Леонидович[889]
- Романов, Леонид Григорьевич (род. 1937), актёр театра, режиссёр-постановщик, народный артист Удмуртской АССР[890]
- Сальников, Георгий Иванович (1923—2015), композитор, музыковед, профессор Московской консерватории[891]
- Свешникова, Ирина Георгиевна[872]
- Седов, Александр Степанович[892]
- Славин, Константин Львович[893]
- Смирнов, Владимир Константинович[894]
- Солцаев, Мималт Мусаевич[895]
- Таврог, Марианна Елизаровна (1921—2006), кинорежиссёр-документалист[893]
- Тухманов, Давид Фёдорович (род. 1940), композитор, народный артист Российской Федерации (2000)[868]
- Урицкий, Борис Григорьевич[896]
- Уэцкий, Эдгар Михайлович[874]
- Халифман, Леонид Эммануилович[897]
- Хейфец, Леонид Ефимович (1934—2022), театральный режиссёр[882]
- Хмелик, Александр Григорьевич (1925—2001), сценарист, драматург, писатель, один из создателей детского юмористического журнала Ералаш[898]
- Чертков, Владимир Львович[899]
- Шпиллер, Иван Всеволодович[888]
- Юзеев, Ильдар Гафурович[900]

## 1984
- Аджемов, Константин Христофорович[901]
- Анисимов, Вячеслав Иванович (1942—2022), театральный режиссёр[902]
- Артынова, Лариса Леонидовна[903]
- Базанов, Вадим Васильевич[904]
- Балтин, Александр Александрович[905]
- Беспалов, Виктор Иванович[906]
- Бокарев, Геннадий Кузьмич[907]
- Борцов, Андриан Алексеевич[908]
- Бухарин, Валерий Васильевич[909]
- Ванслов, Виктор Владимирович[910]
- Васильев, Виталий Григорьевич[911]
- Васильев, Владимир Михайлович[912]
- Василёв, Владимир Юдич[913]
- Волков, Кирилл Евгеньевич[914]
- Гинзбург, Лев Григорьевич[915]
- Гиршман, Яков Моисеевич[916]
- Глуз, Михаил Семёнович[917]
- Джангишерашвили, Мириан Иванович (1943—2018), режиссёр театра[918]
- Диденко, Рафаил Андреевич[919]
- Должиков, Юрий Николаевич[920]
- Дотлибов, Михаил Григорьевич[921]
- Емельянцев, Александр Александрович[913]
- Жилкин, Георгий Дмитриевич[922]
- Золотов, Андрей Андреевич[923]
- Кацман, Аркадий Иосифович[924]
- Ковнат, Владимир Витальевич[925]
- Корганов, Томас Иосифович[926]
- Котовская, Мелитина Петровна[927]
- Кочетков, Юрий Владимирович[908]
- Кривилев, Владимир Павлович[928]
- Кулиш, Савва Яковлевич[929]
- Курашинов, Аскарбий Хусейнович[930]
- Лаврентьев, Клим Анатольевич[931]
- Левинский, Александр Петрович (1923— ?), актёр, театральный деятель[931]
- Лукин, Игорь Николаевич[928]
- Луньков, Дмитрий Алексеевич[901]
- Меньшов, Владимир Валентинович[932]
- Миннуллин, Туфан Абдуллович[914]
- Мнацаканян, Александр Дереникович[933]
- Орлов, Даль Константинович[902]
- Платок, Яков Моисеевич[915]
- Райхштейн, Нора Абрамовна[916]
- Ривман, Александр Авраамович[905]
- Ручьевская, Екатерина Александровна[934]
- Садыкова, Сара Гарифовна[935]
- Сиваченко, Сергей Иванович[936]
- Смирнов, Юрий Павлович[931]
- Степанов, Георгий Петрович[935]
- Терёхин, Роман Павлович[937]
- Туманова, Нина Петровна[938]
- Туровник, Борис Куприянович[939]
- Усманова, Рауза Фатыховна[910]
- Феофилактов, Алексей Николаевич[912]
- Фиготин, Борис Семёнович[920]
- Фортунатов, Юрий Александрович[940]
- Хромченко, Соломон Маркович[905]
- Цишевский, Юрий Александрович[939]
- Шварц, Дина Морисовна[941]
- Шварц, Исаак Иосифович[903]

## 1985
- Артемьев, Эдуард Николаевич (1937—2022)[942]
- Борисов, Изяслав Борисович (1933—2011)[943]
- Брон, Захар Нухимович (род. 1947)[944]
- Бурдонский, Александр Васильевич (1941—2017)[945]
- Бурэ-Небельсен, Юрий Валерьевич (род. 1938)[946]
- Быковский, Владимир Афанасьевич[947]
- Вепринцев, Игорь Петрович (1930—2021)[948]
- Виноградов, Владислав Борисович (род. 1938)[949]
- Вольпер, Нина Алексеевна (1930—2020), музыковед[950]
- Воронов, Никита Васильевич (1924—2002)[951]
- Герчик, Вера Петровна, (1911—1999), композитор[952]
- Гилязов, Аяз Мирсаидович (1928—2002)[953]
- Гончаренко, Вениамин Алексеевич (1929—2013)[954]
- Гуляев, Владимир Андреевич[955]
- Дворяшин, Виктор Михайлович[956]
- Дзекун, Александр Иванович (род. 1945)[957]
- Добродеев, Борис Тихонович (1927—2022)[958]
- Дубинин, Константин Михайлович (род. 1935)[959]
- Занин, Юрий Григорьевич (1938—2024)[960]
- Зейде, Яков Моисеевич[961]
- Казачков, Эдуард Ошерович (род. 1933)[957]
- Калинина, Ирина Павловна (1936—1991), режиссёр документального кино[962]
- Катугин, Николай Александрович[963]
- Кислова, Калерия Венедиктовна (1926—2025)[964]
- Клиничев, Леонид Павлович (род. 1938)[965]
- Кознов, Дмитрий Георгиевич (1925—2019)[966]
- Котов, Евгений Сергеевич (1935—2018), организатор кинопроизводства, сценарист, режиссёр[967]
- Левянт, Марк Григорьевич (род. 1951)[968]
- Лелекова, Ольга Владимировна[969]
- Лисициан, Тамара Николаевна (1923—2009)[970]
- Львовский, Михаил Григорьевич (1919—1994)[971]
- Маркин, Эдуард Митрофанович (род. 1941)[972]
- Мельник, Анатолий Авксентьевич[973]
- Михайлов, Григорий Георгиевич[974]
- Москалев, Игорь Михайлович (1932—2015)[951]
- Мочалов, Вячеслав Викторович (1938—2010)[966]
- Мурадов, Александр Иванович[975]
- Муратов, Георгий Павлович (1942—2007)[961]
- Мурашко, Михаил Петрович (род. 1941)[962]
- Назаретов, Ким Аведикович (1936—1993)[957]
- Никиткина, Валентина Яковлевна[976]
- Образцова, Анна Георгиевна (1922—2003)[959]
- Полонский, Артур Морицевич (1899—1989)[977]
- Рогожникова, Галина Петровна (1919—1999)[950]
- Руднев, Василий Филиппович[951]
- Соколов, Роман Валентинович (1937—2008)[978]
- Степанцев, Евгений Кузьмич (1946—2014)[979]
- Таланкина, Лилия Михайловна[959]
- Цихиев, Маирбек Борисович[963]
- Черкасов, Виктор Сергеевич[943]
- Шатилов, Константин Васильевич (1924—2003)[970]
- Шахматов, Николай Моисеевич[970]
- Швидковский, Олег Александрович (1925—1990) [971]
- Яруллин, Мирсаид Загидуллович (1938—2009)[965]

## 1986
- Венделовский, Валентин Витальевич (1939—2019)[980]
- Венедиктов, Вадим Николаевич (1937—2020)[981]
- Вольховский, Валерий Абрамович (1938—2003)[982]
- Воронов, Владимир Александрович[983]
- Вятич-Бережных, Дамир Алексеевич (1925—1993)[984]
- Гаврилова, Тамара Трифоновна[985]
- Галахов, Олег Борисович (1945—2023)[986]
- Гамбург, Ефим Абрамович (1925—2000)[987]
- Герасимов, Олег Георгиевич[988]
- Гриншпун, Юлий Изакинович (1938—1999)[989]
- Громов, Юрий Иосифович (1933—2010)[990]
- Дашичева, Александра Тихоновна[991]
- Демирова, Елена Георгиевна[992]
- Додин, Лев Абрамович (род. 1944)[993]
- Захаров, Владимир Михайлович (1946—2013)[994]
- Иванов, Виталий Николаевич (род. 1941)[982]
- Исанбет, Празат Накиевич[987]
- Казнин, Анатолий Михайлович (род. 1920)[995]
- Караганов, Александр Васильевич (1915—2007)[996]
- Клепиков, Юрий Николаевич (1935—2021)[997]
- Корзун, Евгений Алексеевич[998]
- Корначев, Виктор Иванович[999]
- Крымко, Владимир Ильич[1000]
- Кужелев, Юрий Андреевич[1001]
- Куприянов, Владислав Порфирьевич (1936—1989)[999]
- Кусяков, Анатолий Иванович (1945—2007)[1002]
- Лебедев, Виктор Михайлович (1935—2021)[1003]
- Липовецкий, Анатолий Давыдович[990]
- Лосев, Лев Федорович[1004]
- Лушин, Станислав Александрович[1005]
- Лыков, Станислав Михайлович (род. 1948)[1006]
- Марягин, Леонид Георгиевич (1937—2003)[1007]
- Манизер, Отто Матвеевич[1008]
- Марутаев, Михаил Александрович (1925—2010)[1009]
- Махарадзе, Тенгиз Александрович (1937—2008)[1010]
- Менакер, Леонид Исаакович (1929—2012)[999]
- Миндадзе, Александр Анатольевич (род. 1949)[987]
- Мямлин, Игорь Гаврилович (1931—2011)[1011]
- Навротская, Валерия Павловна[1012]
- Некрасов, Владимир Ильич[1013]
- Парамонов, Виктор Николаевич[1014]
- Патраков, Александр Михайлович (1948—2024)[985]
- Петухов, Александр Александрович (род. 1946), дирижёр[1015]
- Пономарев, Николай Иванович[1016]
- Попов, Владимир Иванович (1930—1987), режиссёр и художник мультипликационного кино, сценарист[987]
- Раздрогин, Игорь Александрович (1923—2018)[1017]
- Райтбурт, Семён Липович (1921—2012)[995]
- Серебряков, Николай Николаевич (1928—2005)[987]
- Серков, Михаил Михайлович[1018]
- Сирота, Роза Абрамовна (1924—1995)[1019]
- Славутский, Александр Яковлевич (род. 1947)[1002]
- Солодарь, Цезарь Самойлович (1909—1992)[1002]
- Стремяков, Анатолий Степанович[994]
- Фрид, Григорий Самуилович (1915—2012)[1009]
- Хачегогу, Касей Яхьевич[1020]
- Цендровский, Владимир Михайлович[1021]
- Чистяков, Андрей Николаевич (1949—2000)[1022]
- Шалов, Александр Борисович[998]
- Шейн, Александр Самуилович (1933—2015), режиссёр-документалист, киносценарист[995]
- Шепель, Олег Александрович[1023]
- Шутиков, Анатолий Иванович[1024]

## 1987
- Абдрашитов, Вадим Юсупович (1945—2023)[1025]
- Аникст, Александр Абрамович (1910—1988)[1026]
- Аристакесов, Леон Газарович (1906—1997)[1027]
- Архипцев, Юрий Дмитриевич[1028]
- Балашов, Василий Фёдорович[1029]
- Браславский, Даниил Абрамович (1918—1989)[1030]
- Бунимович, Теодор Захарьевич (1908—2001)[1027]
- Вавилов, Геннадий Алексеевич (род. 1932)[1031]
- Валуцкий, Владимир Иванович (1936—2015)[1032]
- Васильев, Юрий Иванович (род. 1935)[1033]
- Володарский, Эдуард Яковлевич (1941—2012), киносценарист, драматург и прозаик[1034]
- Голдовская, Марина Евсеевна (1941—2022)[1035]
- Гринблат, Ромуальд Самуилович (1930—1995)[1036]
- Ежов, Анатолий Алексеевич[1037]
- Еникеев, Ренат Ахметович (1937—2020)[1036]
- Зайцев, Михаил Петрович (1921—2013)[1038]
- Заплатин, Михаил Александрович[1039]
- Иванов, Александр Николаевич[1040]
- Ильин, Валентин Петрович[1041]
- Калистратов, Валерий Юрьевич (1942—2020)[1037]
- Капитановский, Владимир Евгеньевич (1920—1997)[1042]
- Кильчичаков, Михаил Еремеевич (1919—1990)[1043]
- Кладо, Николай Николаевич (1909—1990)[1026]
- Климов, Юрий Михайлович[1044]
- Кобекин, Владимир Александрович (род. 1947), композитор[1045]
- Косачёва, Римма Георгиевна[1046]
- Крылов, Анатолий Александрович (1913—1995)[1027]
- Кузнецов, Исай Константинович (1916—2010)[1047]
- Куницын, Олег Иосифович[1048]
- Кустабаева, Лима Галиевна (род. 1945)[1049]
- Лебедев, Алексей Алексеевич (1905—1988)[1027]
- Литвяков, Михаил Сергеевич (род. 1938)[1050]
- Маринина, Ксения Борисовна (1922—2014)[1051]
- Мачерет, Елена Александровна[1052]
- Михеев, Сергей Алексеевич[1027]
- Монасыпов, Алмаз Закирович (1925—2008)[1053]
- Надбитов, Петр Тимофеевич (род. 1938)[1054]
- Нестеров, Валентин Иванович[1037]
- Новик, Владислав Адамович (род. 1951)[1055]
- Норштейн, Юрий Борисович (род. 1941)[1048]
- Ольшанский, Иосиф Григорьевич (1917—2004)[1056]
- Орлов, Марк Евсеевич (1925—2000)[1033]
- Осташенко, Евгений Константинович[1057]
- Патлаенко, Эдуард Николаевич (1936—2019)[1031]
- Пекарь, Владимир Израилевич (1927—1990)[1048]
- Перепелица, Яков Сергеевич[1036]
- Поплавская, Ирина Ивановна (1924—2012)[1045]
- Прокофьев, Александр Александрович (1942—2007)[1040]
- Прошкин, Александр Анатольевич (род. 1940)[1035]
- Романова, Фаина Александровна (1924—1990)[1032]
- Россоловский, Петр Алексеевич[1031]
- Рошаль, Лев Моисеевич[1025]
- Рыжова, Валентина Фёдоровна[1037]
- Рязанцева, Наталья Борисовна (1938—2023)[1058]
- Саитов, Суюндук Сахеевич[1033]
- Сивков, Владимир Иванович[1057]
- Смирнов, Вадим Вячеславович[1046]
- Смирнова, Татьяна Георгиевна (1940—2018)[1037]
- Соколов, Виктор Федорович (1928—2015)[1059]
- Соловьев, Владимир Иванович[1060]
- Тимошкин, Николай Егорович[1061]
- Троцюк, Богдан Яковлевич (1931—2009)[1062]
- Фоменко, Пётр Наумович (1932—2012)[1031]
- Чавчавадзе, Сергей Давидович[1036]
- Чернышев, Сергей Васильевич[1042]
- Чивжель, Эдвард Ричардович (род. 1944)[1063]
- Шнитке, Альфред Гарриевич (1934—1998)[1064]
- Штейн, Александр Петрович (1906—1993)[1033]
- Элимбаев, Топа Хамитович (род. 1945)[1054]

## 1988
- Анисимов, Александр Михайлович[1065]
- Аранович, Семен Давидович[1066]
- Атнабаев, Ангам Касимович[1067]
- Афанасьев, Всеволод Иванович[1068]
- Балабайченко, Леонид Аркадьевич (1935—2019)[1069]
- Берлин, Александр Ефимович[1070]
- Блажков, Николай Алексеевич[1071]
- Богоров, Ансельм Львович[1071]
- Боковня, Виктор Иванович[1072]
- Большаков, Николай Иванович (1912—1990), кинооператор
- Бочаров, Эдуард Никандрович[1073]
- Бровин, Константин Петрович[1068]
- Бузовкин, Александр Алексеевич[1074]
- Буров, Альберт Григорьевич[1067]
- Васильев, Владимир Валерьянович[1075]
- Васильев, Юрий Васильевич[1076]
- Воронцов, Александр Ефимович[1068]
- Галин, Иван Тихонович[1077]
- Герман, Алексей Георгиевич (1938—2013), кинорежиссёр, сценарист, актёр[1078]
- Гладков, Геннадий Игоревич (1935—2023), композитор[1079]
- Глебов, Владимир Владимирович[1080]
- Голубов, Георгий Альбертович[1068]
- Грачёв, Иван Дмитриевич[1068]
- Гришко, Сергей Захарович[1081]
- Гусев, Владимир Васильевич[1080]
- Данько, Лариса Георгиевна[1081]
- Дидишвили, Тимур Давидович[1082]
- Долгов, Николай Сергеевич[1071]
- Долина, Виталий Иванович[1080]
- Дорофеев, Иван Пантелеевич[1083]
- Есин, Виктор Степанович[1084]
- Иванова, Светлана Гавриловна[1085]
- Каптерева-Шамбинаго, Татьяна Павловна[1086]
- Катанян, Василий Васильевич[1078]
- Кноблок, Андрей Борисович
- Ковтун, Георгий Анатольевич[1087]
- Козырев, Борис Григорьевич[1071]
- Копалин, Владимир Ильич[1088]
- Крестинский, Евгений Григорьевич[1077]
- Кротик-Короткевич, Федор Григорьевич[1068]
- Лапчинский, Георгий Ильич[1089]
- Лейбович, Эдуард Миронович[1068]
- Листвин, Андрей Александрович[1068]
- Лыткин, Николай Александрович (1910—1991), оператор документального кино[1068]
- Маневич, Борис Исаакович[1068]
- Мережко, Виктор Иванович (1937—2022), сценарист, кинорежиссёр, драматург, актёр[1090]
- Мигуля, Владимир Георгиевич (1945—1996), композитор и певец[1091]
- Найдакова, Валентина Цыреновна[1092]
- Овчинников, Адольф Николаевич[1072]
- Петухов, Геннадий Михайлович[1093]
- Погорелый, Анатолий Иванович[1068]
- Прудников, Михаил Михайлович[1068]
- Розен, /Бестужева/ Светлана Константиновна[1094]
- Рубан, Игорь Павлович[1095]
- Рубанович, Анатолий Михайлович[1068]
- Рыбаков, Юрий Сергеевич[1096]
- Рымарев, Дмитрий Георгиевич[1068]
- Самуцевич, Олег Болеславович[1068]
- Сегаль, Моисей Менделевич[1068]
- Седов, Андрей Михайлович[1094]
- Сенотов, Георгий Петрович (1924—2004), кинооператор[1071]
- Синицын, Виктор Алексеевич[1067]
- Синицын, Владислав Иванович[1097]
- Скоморохов, Михаил Юрьевич[1096]
- Солин, Лев Львович[1073]
- Субботин, Николай Петрович[1067]
- Сухов, Александр Яковлевич[1068]
- Толочков, Борис Александрович[1073]
- Трошев, Евгений Николаевич[1074]
- Федосов, Валерий Иванович[1093]
- Фельдман, Зиновий Львович[1068]
- Филатчев, Олег Павлович[1086]
- Филиппов, Сергей Петрович[1072]
- Цветков, Игорь Аркадьевич[1098]
- Цинеман, Аркадий Львович[1074]
- Чайковский, Александр Владимирович[1099]
- Чекалов, Павел Владимирович[1100]
- Черных, Игорь Анатольевич[1083]
- Шадский, Валерий Николаевич[1101]
- Шахбулатов, Аднан Маккаевич[1069]
- Шейнин, Семён Альтерович[1068]
- Шер, Борис Ильич[1068]
- Широнин, Константин Ильич[1068]
- Шистко, Владимир Иванович[1102]
- Щадронов, Борис Варламович[1068]
- Эйберг, Борис Маркович[1068]
- Эйфман, Борис Янкелевич[1103]
- Янкелевич-Казаков, Абрам Наумович[1068]
- Яцун, Евгений Павлович[1068]

## 1989
- Андреев, Анатолий Андреевич (1941—2004)[1104]
- Антипенко, Александр Иванович (род. 1938)[1105]
- Ардимасов, Олег Иванович (род. 1936)[1106]
- Афанасьев, Александр Николаевич[1107]
- Балтачеев, Тахир Валеевич[1108]
- Бейлис, Владимир Михайлович (род. 1937)[1109]
- Белинский, Александр Аркадьевич (1928—2014)[1110]
- Белокуров, Леонид Анатольевич (1922—2003)[1105]
- Боровский, Давид Львович (1934—2006)[1111]
- Бурков, Алексей Александрович[1112]
- Бухов, Леонард Семёнович (1925—2014)[1113]
- Вольский, Виктор Адольфович[1114]
- Вольский, Рафаил Адольфович[1114]
- Гейнрихс, Игорь Петрович (1919—1993)[1106]
- Генина, Лиана Соломоновна (1930—2010)[1110]
- Гоберник, Григорий Яковлевич (род. 1944)[1112]
- Губайдулина, София Асгатовна (1931—2025)[1115]
- Данилейко, Герман Леонидович[1107]
- Денисов, Эдисон Васильевич (1929—1996) — композитор, музыковед, общественный деятель[1115]
- Джагупов, Аркадий Емельянович[1116]
- Дружинина, Светлана Сергеевна (род. 1935), актриса, кинорежиссёр, сценарист[1117]
- Дубровский, Виктор Яковлевич[1118]
- Епишин, Геннадий Иванович[1112]
- Жак, Валерий Семёнович[1119]
- Живов, Владимир Леонидович[1120]
- Иванова, Ольга Тимофеевна (род. 1944)[1105]
- Инин, Аркадий Яковлевич (род. 1938)[1121]
- Иофель, Екатерина Константиновна (1923—2017)[1122]
- Климов, Владимир Михайлович (род. 1949)[1123]
- Кноблок, Андрей Борисович[1124]
- Комаров, Владимир Константинович (род. 1940)[1125]
- Комраков, Герман Никандрович[1106]
- Корнильев, Вадим Николаевич[1126]
- Космачев, Игорь Иванович (1935—2020)[1127]
- Кролл, Анатолий Ошерович (род. 1943)[1106]
- Крылатов, Евгений Павлович (1934—2019), композитор[1119]
- Куцовский, Соломон Борисович (1923—2015)[1126]
- Лапиньш, Илмар Артурович[1128]
- Лебедева, Раиса Ивановна (1940—2025)[1126]
- Лебедев, Валерий Александрович[1125]
- Либерман, Матвей Бенционович (1924—2017)[1129]
- Мильман, Марк Владимирович[1113]
- Минков, Марк Анатольевич (1944—2012)[1126]
- Минц, Климентий Борисович (1908—1995)[1130]
- Миньковецкий, Илья Соломонович (1924—2017)[1131]
- Мочалов, Александр Васильевич[1125]
- Мухамеджан, Анатолий Борисович[1132]
- Павлов, Геннадий Иванович[1106]
- Петров, Анатолий Алексеевич (1937—2010)[1118]
- Петров, Валерий Иванович (музыкант) (1929—2008)[1133]
- Поламишев, Александр Михайлович[1134]
- Полянский, Валерий Кузьмич (род. 1949)[1106]
- Помельников, Вячеслав Николаевич (род. 1947)[1109]
- Порто, Иван Борисович (1939—2009)[1135]
- Репин, Николай Никитович (1932—2023)[1136]
- Репников, Альбин Леонидович (1932—2007)[1132]
- Родимцева, Ирина Александровна (1934—2017)[1121]
- Розен, Эрих Викторович[1136]
- Рыбников, Алексей Львович (род. 1945), композитор[1125]
- Сабинина, Марина Дмитриевна (1917—2000)[1137]
- Савин, Анатолий Афанасьевич[1138]
- Сальманов, Рафик Вафич (1917—2003)[1139]
- Селезнёва, Инесса Сергеевна (1929—2006)[1119]
- Скульский, Александр Михайлович (1942—2022)[1137]
- Станукинас, Людмила Игоревна (1930—2020)[1140]
- Тарасов, Владимир Ильич (род. 1939)[1132]
- Триадский, Владимир Александрович[1105]
- Уксусников, Игорь Валентинович[1123]
- Фертельмейстер, Эдуард Борисович (род. 1947)[1123]
- Червинский, Александр Мойшевич (род. 1938)[1111]
- Шмидт, Николай Николаевич[1128]
- Этингер, Марк Аронович[1141]
- Ярошевич, Семён Львович[1122]

## 1990
- Аксёнов, Евгений Сергеевич (род. 1936)[1142]
- Ангаров, Александр Валентинович (1946—2005)[1143]
- Белянкин, Юрий Николаевич (1938—1993)[1142]
- Бояшов, Владимир Терентьевич (1935—2017)[1144]
- Бражник, Евгений Владимирович (1945—2023)[1145]
- Воронов, Василий Николаевич[1146]
- Галантер, Борис Ефимович (1914—2000)[1147]
- Голубничий, Виктор Иванович (1943—2023)[1148]
- Гусев, Геннадий Петрович (род. 1947)[1149]
- Дербенко, Евгений Петрович (род. 1949)[1150]
- Дубравин, Яков Исакович (род. 1939)[1151]
- Егоров, Алексей Алексеевич(1931—1992)[1147]
- Жуковский, Александр Борисович (1933—1999)[1152]
- Забелин, Вячеслав Николаевич (1935—2001)[1143]
- Зайцев, Григорий Васильевич (1923—2007), оператор комбинированных съемок[1148]
- Зайцев, Сергей Алексеевич (1924—2025)[1146]
- Золотухин, Леонард Михайлович (1934—2021)[1143]
- Камбург, Нинель Давидовна (1940—2002)[1144]
- Карпушкин, Михаил Александрович (род. 1939)[1153]
- Ким, Борис Анатольевич (1952—2007), хормейстер[1154]
- Клебанов, Игорь Семёнович (род. 1946)[1155]
- Кульборисов, Шамиль Зуфарович (1923—2004)[1144]
- Кушнир-Барановская, Рашель Исаевна (1918—1997)[1153]
- Лебедянский, Михаил Сергеевич (1939—2019)[1149]
- Любимов, Борис Николаевич (род. 1947)[1156]
- Манжора, Борис Георгиевич (1921—2001)[1157]
- Манин, Виталий Серафимович (1929—2016)[1143]
- Мартынов, Валерий Сергеевич (1937—1996)[1153]
- Медведев, Александр Викторович (1927—2010)[1152]
- Осмоловский, Юрий Эдуардович (род. 1930)[1156]
- Пидэмская, Нинель Георгиевна (1934—2016)[1143]
- Писаревский, Дмитрий Сергеевич (1912—1990)[1150]
- Радун, Вадим Иосифович (1940—2014)[1148]
- Разгонов, Сергей Николаевич (1939—2018)[1153]
- Руб, Александр Аронович (род. 1921)[1155]
- Рубашевский, Владимир Григорьевич (1931—2024)[1158]
- Рылач, Ванда Александровна, оператор комбинированных съёмок[1152]
- Сельвинская, Татьяна Ильинична (1927—2020)[1146]
- Семенович, Андроник Яковлевич[1147]
- Тузова, Зинаида Андреевна (1920—2002)[1146]
- Хакишев, Руслан Шалаудинович (род. 1938)[1155]
- Харитонов, Михаил Павлович (1909—1992)[1152]
- Хорошевцев, Евгений Александрович (1944—2020)[1159]
- Цитрон, Вульф Самуилович (1913—2009)[1152]
- Цытович, Владимир Иванович (1931—2012)[1158]

## 1991
- Аннамамедов, Мурад Атаевич (род. 1955), художественный руководитель и главный дирижёр симфонического оркестра Саратовской областной филармонии[1160]
- Банщиков, Геннадий Иванович (1943—2025), композитор[1161]
- Бархин, Сергей Михайлович (1938—2020), театральный художник, педагог[1162]
- Батхель, Георгий Сергеевич (1928—2001), художник-реставратор[1161]
- Беренштейн, Владимир Борисович (1927—1993), кинорежиссёр[1163]
- Бройко, Вадим Михайлович (1940—2023), театральный художник[1164]
- Векслер, Юрий Абрамович (1940—1991), кинооператор[1163]
- Геннингс, Борис Петрович (1924—2016), кинооператор[1165]
- Глезарова, Майя Самойловна (1924—2017), скрипач и музыкальный педагог[1162]
- Гончаренко, Александр Терентьевич (род. 1938), композитор[1166]
- Гутман, Теодор Давидович (1905—1995), профессор Государственного музыкально-педагогического института имени Гнесиных[1167]
- Давыдов, Евгений Николаевич (род. 1936), кинооператор[1165]
- Дауров, Аслан Алиевич (1940—1999), композитор[1168]
- Деметер, Пётр Степанович (1910—1995), композитор[1167]
- Дмитриев, Юрий Арсеньевич (1911—2006), искусствовед[1169]
- Добрынин, Вячеслав Григорьевич (1946—2024), композитор, исполнитель эстрадных песен[1166]
- Долинин, Дмитрий Алексеевич (род. 1938), кинорежиссёр[1163]
- Дохматская, Марина Валентиновна (род. 1948), кинорежиссёр[1170]
- Дубровин, Артемий Григорьевич (1930—1995), киновед[1168]
- Еланская, Екатерина Ильинична (1929—2013), театральный режиссёр[1162]
- Зайцев, Вячеслав Михайлович (1938—2023), художник-модельер, живописец и график. Действительный член РАХ (2007)[1171]
- Земцовский, Изалий Иосифович (род. 1936), музыковед[1166]
- Зубравский, Краснослав Фелицианович (1924—1993), заведующий кафедрой Петрозаводского филиала Ленинградской государственной консерватории имени Н. А. Римского-Корсакова[1167]
- Климов, Анатолий Васильевич (1934—2016), композитор[1166]
- Клитин, Станислав Сергеевич (1926—2019), ректор Ярославского театрального училища[1172]
- Клоков, Александр Павлович (род. 1952), театральный режиссёр[1160]
- Колюшев, Владимир Дмитриевич (род. 1937), оператор неигрового кино[1165]
- Комиссаров, Марк Михайлович (1928—1998), доцент Ленинградской государственной консерватории имени Н. А. Римского-Корсакова[1172]
- Копылов, Юрий Семёнович (1942—2012), театральный режиссёр и педагог[1170]
- Крутой, Игорь Яковлевич (род. 1954), художественный руководитель, директор молодёжного центра «АРС»[1160]
- Кусс, Маргарита Ивановна (1921—2009), композитор[1164]
- Левертов, Владимир Наумович (1929—1996), доцент Государственного института театрального искусства имени А. В. Луначарского, город Москва[1173]
- Левитин, Михаил Захарович (род. 1945), театральный режиссёр[1164]
- Максимов, Евгений Иванович, заведующий кафедрой Московского государственного института культуры[1168]
- Максимов, Николай Митрофанович (1930—2020), театральный художник-гримёр[1170]
- Морозов, Виктор Петрович (1941—2000), художественный руководитель Государственного ансамбля песни и танца Коми ССР «Асъя Кыа»[1174]
- Мукасей, Анатолий Михайлович (род. 1938), кинооператор[1163]
- Назаров, Эдуард Васильевич (1941—2016), кинорежиссёр[1163]
- Немоляев, Николай Владимирович (род. 1938), кинооператор[1165]
- Нестьев, Израиль Владимирович (1911—1993), искусствовед[1169]
- Новиков, Виктор Сергеевич (1929—2014), скульптор, педагог[1172]
- Павлов, Глеб Николаевич (1928—2013) — доцент Института живописи, скульптуры и архитектуры имени И. Е. Репина[1172]
- Поляков, Михаил Давыдович (род. 1946), театральный режиссёр[1175]
- Полякова, Нелли Ивановна (род. 1937), театральный художник[1176]
- Пономарёв, Виктор Дмитриевич (1922—2003), композитор и музыковед, педагог[1177]
- Потиевский, Евгений Ефимович (род. 1940), оператор неигрового кино[1165]
- Пучинян, Степан Филиппович (1927—2018), кинорежиссёр[1165]
- Ракова, Магдалина Михайловна (1923—2009), искусствовед[1168]
- Сидоров, Фёдор Лаврентьевич (1922—2001), художник[1176]
- Славин, Александр Ильич (род. 1938), театральный художник[1163]
- Соколов, Михаил Георгиевич, педагог Московской государственной консерватории имени П. И. Чайковского[1160]
- Сокольская, Жанна Абрамовна (1932—2019), музыковед[1177]
- Соктоева, Инесса Ильинична (1927—2021), искусствовед[1167]
- Стрежнев, Кирилл Савельевич (1954—2022), театральный режиссёр, педагог[1166]
- Тамразов, Николай Ишувич (род. 1939), режиссёр Москонцерта[1175]
- Тартаковский, Исидор Михайлович (1922—2000), театральный деятель[1166]
- Тиличеева, Елена Николаевна (1909—1997), композитор[1178]
- Титель, Александр Борухович (род. 1949), театральный режиссёр[1161]
- Титов, Юрий Александрович (1926—1998), художник[1166]
- Туманишвили, Михаил Иосифович (1935—2010), кинорежиссёр[1165]
- Тутунов, Гасан Магомедович (род. 1938), кинооператор[1165]
- Уфимцев, Иван Васильевич (1928—2010), кинорежиссёр-мультипликатор[1165]
- Финн-Хальфин, Павел Константинович (род. 1940), кинодраматург[1166]
- Цхурбаева, Ксения Григорьевне (1928—1996), музыковед[1177]
- Чонкушов, Петр Очирович (1930—1998), композитор, педагог[1178]
- Шейнцис, Олег Аронович (1949—2006), театральный художник[1166]
- Шильников, Сергей Николаевич (1922—2019), художник, педагог[1168]
- Эпов, Николай Николаевич (род. 1931), театральный художник[1179]
- Ярославцев, Иннокентий Петрович (1925—2020), художник-реставратор[1179]
- Яшкин, Валерий Константинович (1940—1997), режиссёр Союзконцерта[1162]
- Яшмолкин, Алексей Кириллович (1946—2013), композитор[1176]

## 1992
- Агранович, Михаил Львович (род. 1946), кинооператор-постановщик киноконцерна «Мосфильм»[1180]
- Алисов, Вадим  Валентинович (1941—2021), кинооператор-постановщик киноконцерна «Мосфильм»[1180]
- Бежанов, Геральд Суренович (род. 1940), кинорежиссёр-постановщик, художественный руководитель Экспериментального творческого объединения развлекательного фильма, город Москва[1180]
- Зак, Марк Ефимович (1929—2011), ведущий научный сотрудник Всесоюзного научно-исследовательского института киноискусства, город Москва[1180]
- Каменецкий, Михаил Абрамович (1924—2006), кинорежиссёр киностудии «Союзмультфильм», город Москва[1180]
- Лонской, Валерий Яковлевич (1941—2021), кинорежиссёр-постановщик киноконцерна «Мосфильм»[1180]
- Мотыль, Владимир Яковлевич (1927—2010), кинорежиссёр, город Москва[1180]
- Ровнин, Константин Владимирович (род. 1940), кинорежиссер Центральной киностудии научно-популярных и учебных фильмов, город Москва[1180]
- Тарасов, Сергей Сергеевич (род. 1933), кинорежиссёр-постановщик киноконцерна «Мосфильм»[1180]
- Фатхулин, Дильшат 3иннатович (1940—2020), кинооператор-постановщик киноконцерна «Мосфильм»[1180]
- Хржановский, Андрей Юрьевич (род. 1939), кинорежиссёр киностудии «Союзмультфильм»[1180]